# Nerón
Nerón Claudio César Augusto Germánico (en latín: Nero Claudius Caesar Augustus Germanicus, 15 de diciembre de 37-9 de junio de 68) fue emperador del Imperio romano desde el 13 de octubre de 54 hasta su muerte, y su reinado marcó el final de la dinastía Julio-Claudia. Nacido del matrimonio entre Cneo Domicio Enobarbo y Agripina la Menor, accedió al trono tras la muerte de su tío Claudio, quien anteriormente lo había adoptado y nombrado sucesor en detrimento de su propio hijo, Británico.
Durante su reinado centró la mayor parte de su atención en la diplomacia y el comercio, e intentó aumentar el capital cultural del Imperio mediante la construcción de diversos teatros y la promoción de competiciones y pruebas atléticas. En las relaciones exteriores y militarmente su reinado está caracterizado por el éxito contra el Imperio parto en la guerra de Armenia, la represión de la revuelta de los britanos de 60-61 y una incipiente apertura al helenismo desde el mundo romano. En el año 68 tuvo lugar un golpe de Estado en el que estuvieron involucrados varios gobernadores, tras el cual, aparentemente, lo forzaron a suicidarse.
El reinado de Nerón se asocia comúnmente a la tiranía y la extravagancia. Se le recuerda por una serie de ejecuciones sistemáticas, incluyendo la de su propia madre  y la de su hermanastro Británico, y sobre todo por la creencia generalizada de que mientras Roma ardía él estaba componiendo con su lira, además de como un implacable perseguidor de los cristianos. Estas opiniones se basan fundamentalmente en los escritos de los historiadores Tácito, Suetonio y Dion Casio. Pocas de las fuentes antiguas que han sobrevivido lo describen de manera favorable, aunque sí hay algunas que relatan su enorme popularidad entre el pueblo romano, sobre todo en Oriente.
La verosimilitud de los documentos que relatan los tiránicos actos de Nerón es motivo de controversia en la actualidad. Separar la realidad de la ficción, en relación con los escritos clásicos, puede resultar imposible.

## Juventud

### Familia

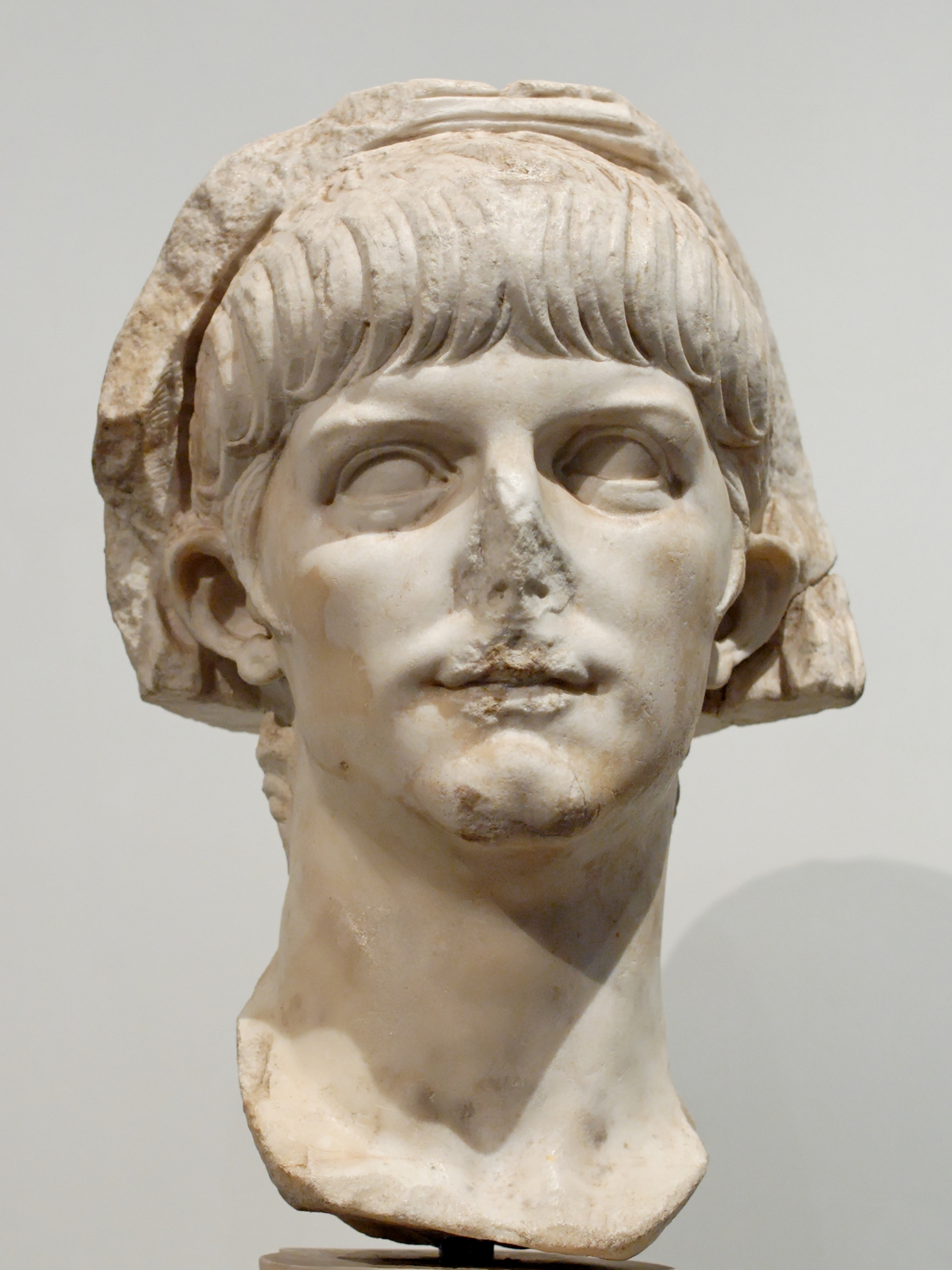
Busto del joven Nerón

Nerón nació el 15 de diciembre de 37 con el nombre de Lucio Domicio Enobarbo en Antium (hoy, Anzio), cerca de Roma. Era el único hijo de Cneo Domicio Enobarbo y Agripina, hermana del emperador Calígula.

Esquema familiar de los Domitii Aenobarbi

Su padre era nieto de Cneo Domicio Enobarbo y Emilia Lépida a través de su hijo Lucio Domicio Enobarbo. Cneo era nieto de Marco Antonio y Octavia la Menor a través de su hija Antonia la Mayor. A través de Octavia era por tanto sobrino nieto de César Augusto. El padre sirvió como pretor y como miembro de la guardia personal de Calígula durante el viaje del futuro emperador a las provincias de Oriente. Según Suetonio, el padre de Nerón era un asesino y el emperador Tiberio le acusó de traición, adulterio e incesto. Solo la muerte del propio Tiberio hizo que se librase de los cargos que se le imputaron. Cneo murió de un edema en enero del año 40, cuando Nerón acababa de cumplir dos años. Nerón se parecía mucho físicamente a su padre y también tenía el cabello castaño rojizo, de donde procedía el sobrenombre familiar: enobarbo, barba de color bronce.
Su madre, Agripina, era bisnieta de César Augusto y su esposa Escribonia a través de su hija Julia Augusta y de su marido Marco Vipsanio Agripa. El padre de Agripina, Germánico, era nieto de la esposa de Augusto, Livia, por un lado y de Marco Antonio y Octavia por otro. Germánico era además hijo adoptivo de Tiberio. Una serie de antiguos historiadores acusan a la madre de Nerón de asesinar a su propio marido, el emperador Claudio.

### Ascenso al poder
Las posibilidades de que Nerón ascendiera al trono eran muy escasas, ya que su tío materno, Calígula, comenzó su reinado a la edad de 24 años, tiempo más que suficiente para tener o nombrar a sus propios herederos. Además, su madre perdió el favor de Calígula y tras la muerte de su esposo en 39 estuvo en el exilio. Calígula administró la herencia de Nerón y se la envió a su tía Domicia Lépida.

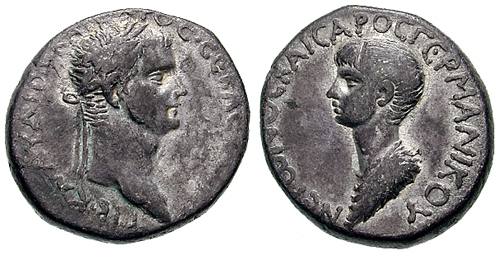
Moneda con la efigie de Nerón

Antes de que Calígula empezara siquiera a mover la lenta maquinaria de los preparativos para su sucesión, fue asesinado junto a su esposa Milonia Cesonia y su hija Julia Drusila en el año 41. El asesinato de Calígula elevó al trono al tío del finado emperador, Claudio quien, una vez en el poder, permitió a Agripina regresar del destierro.
Claudio había estado casado en dos ocasiones antes de contraer matrimonio con Mesalina. Fruto de este matrimonio habían nacido Claudio Druso, fallecido durante la adolescencia, y una hija. Con Mesalina tuvo dos hijos, Claudia Octavia y Británico. Claudio sin embargo tuvo que ordenar la ejecución de Mesalina tras el complot que esta urdiera para derrocarle. En el año 49, Claudio se casó por cuarta vez con Agripina. Para apoyarse políticamente en un heredero, Claudio adoptó al hijo de su cuarta esposa y sobrina, Nerón, en el año 50, pasando este a llamarse Claudio Nerón César Druso. Al ser mayor que su hermanastro Británico, Nerón se convirtió en heredero al trono.
Nerón fue proclamado adulto a la edad de catorce años. Fue nombrado procónsul y entró por primera vez en el Senado, además de disertar ante la Cámara. Realizó sus primeras apariciones públicas junto a Claudio y apareció en las monedas emitidas durante el gobierno de su tío y padrastro como su sucesor. Se casó además con su hermanastra Claudia Octavia.

## Emperador

### Primera etapa
Cuando Claudio murió en el año 54, Nerón ascendió al trono como su inmediato sucesor. Aunque existen discrepancias entre los antiguos relatos sobre la muerte de Claudio, muchos de estos establecen a Agripina como la asesina, alegando que la madre de Nerón lo envenenó. Sin embargo, no existen pruebas de dicha acusación.

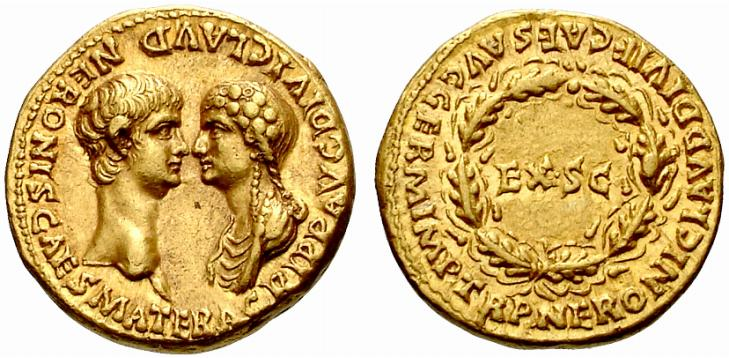
Moneda con Nerón y Agripina

Nerón se convirtió por tanto en emperador a los 16 años de edad, siendo muy joven aún. Según diversas fuentes antiguas, estuvo fuertemente influenciado por su madre durante la primera etapa de su reinado, por su tutor Séneca y por el Prefecto del pretorio, Sexto Afranio Burro. Los primeros años de su reinado se conocen como ejemplo de buena administración, en los que los asuntos del Imperio se trataron de manera efectiva y el Senado gozó de influencia y poder en los asuntos del Estado.
Sin embargo, pronto se presentaron problemas debido a la competencia entre su madre y la de sus asesores, Séneca y Burro. En el año 54 Agripina trató de sentarse junto a su hijo mientras este parlamentaba con un delegado armenio, pero Séneca la detuvo en pos de evitar una escandalosa escena. El círculo de amigos de Nerón empezó a poner al emperador en contra de su madre y le advirtieron sobre su "sospechosa conducta". Nerón mientras, insatisfecho con su matrimonio con Octavia, inició un romance con Claudia Actea, una liberta. Cuando Agripina tuvo noticias de la infidelidad de su hijo, trató de intervenir a favor de Octavia y le exigió que despidiera a Actea. Nerón, apoyado por Séneca, se resistió a que su madre interviniera en su vida privada.
Cuando Británico, hijo del finado emperador Claudio llegó a la edad de 14 años, Nerón lo consideró como una amenaza para su poder. Según Tácito, la denigrada Agripina esperaba que con su apoyo, Británico se convirtiera en heredero al trono por encima de Nerón. Sin embargo, el joven murió repentina y sospechosamente el 12 de febrero de 55, el día anterior a su proclamación como adulto. Según Nerón, Británico murió de un ataque epiléptico, pero todos los historiadores antiguos acusan a Nerón de envenenarle. Tras la muerte de Británico, Octavia y Nerón expulsaron a Agripina de la residencia imperial.

### Matricidio y consolidación del poder

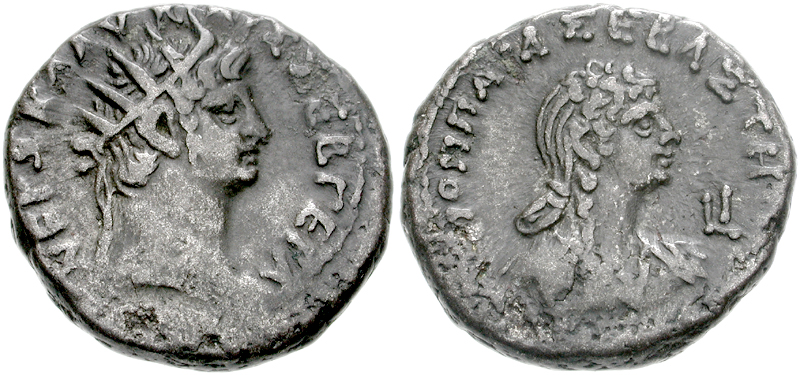
Nerón y Popea Sabina

Con el tiempo, se fue volviendo más poderoso, liberándose de sus asesores y eliminando a sus rivales al trono. En el año 55, depuso a Marco Antonio Palas, un aliado de Agripina de su puesto en el Tesoro. Palas, junto a Sexto Afranio Burro fue acusado de conspirar para derrocarlo y colocar en el trono a Fausto Cornelio Sila Félix. A su vez, Séneca fue acusado de mantener relaciones con Agripina y de malversación de fondos. Sin embargo, todos ellos fueron absueltos. A partir de ese momento, Séneca y Burro redujeron su papel político a intentar moderar el modelo de gobierno de Nerón.
En el año 58, inició una relación amorosa con Popea Sabina, la esposa de su amigo y futuro emperador, Marco Salvio Otón. Al parecer, no podía contraer matrimonio con Popea mientras su madre siguiera viva, ya que esta se opondría, así que ordenó su asesinato en el año 59, si bien Nerón no se casaría con Popea hasta el año 62 y, según Suetonio, Nerón y Popea solo se casaron cuando ella comenzó a presionarle. Los historiadores modernos opinan que el verdadero motivo para asesinar a su madre fue que esta había conspirado contra él intentando colocar a Cayo Rubelio Plauto en el trono.

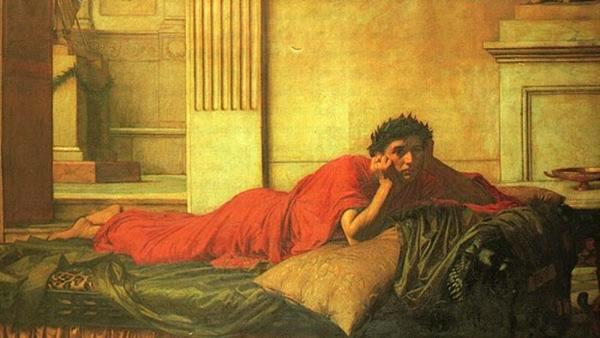
Los remordimientos de Nerón tras matar a su madre, por John William Waterhouse, 1878.

En el año 62, Burro, uno de sus asesores más importantes, murió y Séneca, por su parte, tuvo que hacer frente de nuevo a acusaciones de malversación, lo que le obligó a retirarse de la vida pública. Nerón se divorció de Octavia y la desterró, pero viendo las airadas protestas que esta acción había suscitado entre el pueblo romano, se vio obligado a llamarla del exilio. A pesar de esta aparente buena acción, Octavia fue ejecutada al poco de regresar a la capital.
Las tensiones entre el Senado y Nerón se iniciaron a partir del año 62. Nerón acusó de traición a Antistio, un pretor, cuando este habló mal de él en una fiesta. Posteriormente, Nerón exilió a Fabricio Veiento al calumniar al Senado en un escrito. Según Tácito, la conspiración de Cayo Calpurnio Pisón empezó a fraguarse ese mismo año. Con el objetivo de consolidar su poder, Nerón ejecutó a una serie de sus rivales entre los años 62 y 63, incluyendo a Palas, Rubelio Plauto y Fausto Sila.
La consolidación de su poder incluía también usurpar progresivamente las prerrogativas del Senado. Cuando inició su reinado en 54, Nerón había prometido al Senado devolverle los poderes que ostentaba durante la época republicana. En el año 65, los senadores se quejaron de que Nerón no había cumplido su promesa, lo que motivó la Conspiración de Pisón.

### Guerra y paz con Partia
Poco después de su ascenso al trono en el año 55, el reino vasallo de Armenia derrocó a su príncipe Radamisto y lo sustituyó por el príncipe parto Tiridates I. Los romanos consideraron esto como una invasión parta de territorio romano y temieron cómo actuaría el entonces joven emperador ante la situación. Nerón reaccionó rápidamente enviando un ejército a la región bajo las órdenes de Cneo Domicio Corbulón. Los partos huyeron y cedieron temporalmente el control de Armenia a Roma.
La paz no duró mucho y la guerra a gran escala se inició en el año 58. El rey parto Vologases I se negó a retirar a su hermano Tiridates de Armenia e inició una invasión en toda regla del territorio armenio pero Corbulón respondió satisfactoriamente rechazándolos ese mismo año. Tiridates se vio por tanto obligado a ceder de nuevo el control de Armenia a Roma.

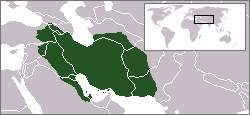
El Imperio parto

Nerón fue aclamado en público cuando llegaron a Roma las noticias de esta victoria. El emperador colocó a Tigranes VI, un noble capadocio, en el trono de Armenia y Corbulón, por su parte, fue nombrado gobernador de Siria como recompensa por su buena actuación en el Este.
En el año 62, Tigranes invadió la provincia parta de Adiabene. Una vez más, Roma y Partia se encontraban en guerra, situación que continuó hasta el año 63. Partia por su parte alimentó el establecimiento de disturbios por territorio sirio. Corbulón trató de convencer a Nerón para que continuara con la guerra, pero Nerón optó por intentar llegar a un acuerdo de paz mientras que en Roma crecía el enrarecimiento de la plebe debido al vulnerable suministro de grano y al déficit presupuestario.
El resultado de las negociaciones fue que Tiritades se proclamaba rey de Armenia, pero fue coronado en Roma por el propio Nerón. En el futuro, por tanto, el Rey de Armenia debía ser un príncipe parto, pero debía ser nombrado por el emperador romano. Tiritades se vio obligado por tanto a viajar a Roma para ser coronado por Nerón y el pueblo, por su parte, se mostró contento por las vidas que se habían salvado gracias a este acuerdo de paz.
El tratado le supuso una gran victoria política que propició que el emperador se convirtiese en un personaje muy popular en las provincias orientales y también entre los partos. La paz entre Roma y Partia se mantuvo hasta el año 114, cuando el emperador Trajano invadió Armenia.

### Política administrativa

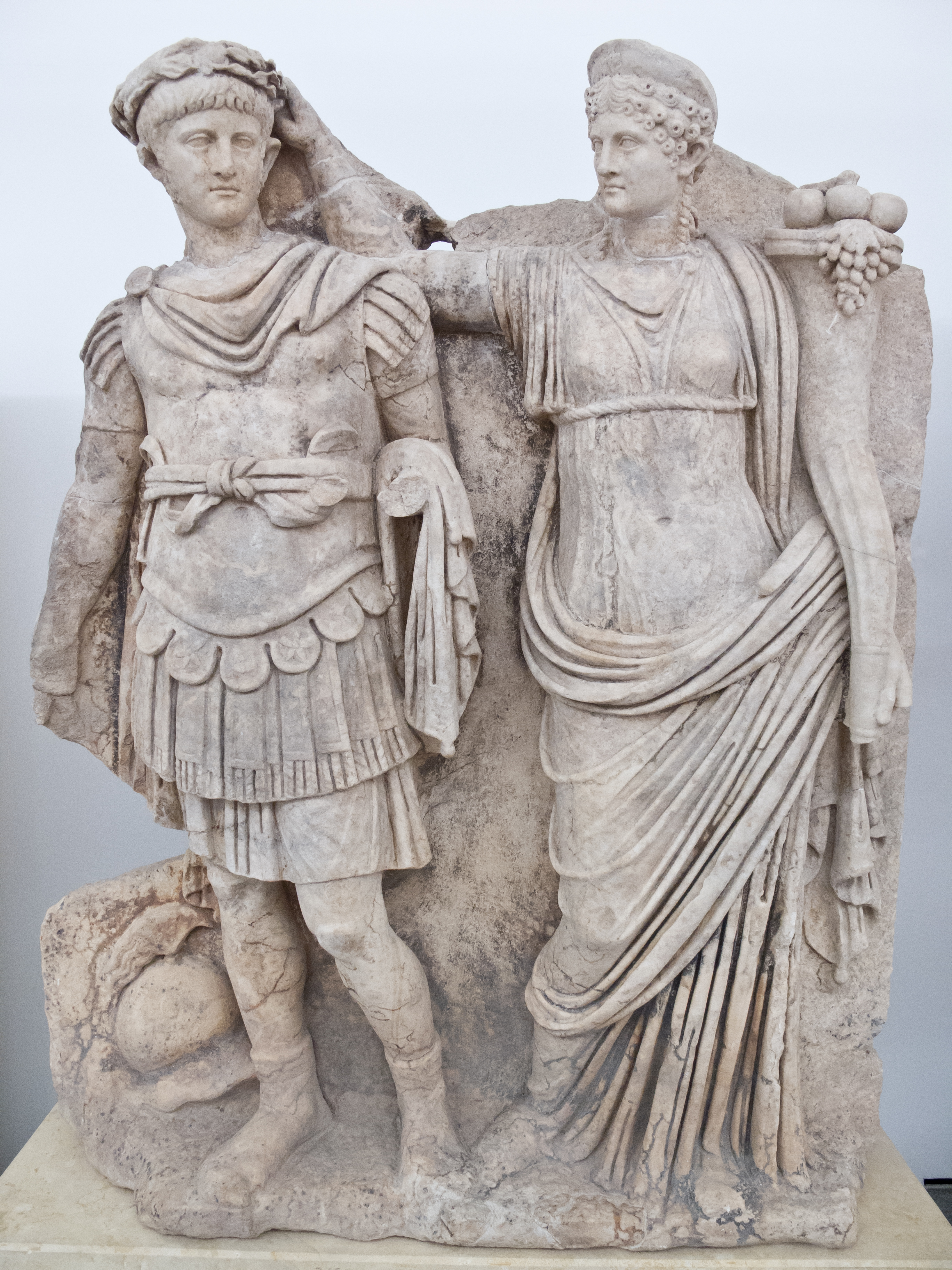
Agripina coronando con una corona de laurel a Nerón, como símbolo de la ascensión al poder de este.

Durante el transcurso de su reinado, intentó a menudo complacer a las clases bajas, si bien también fue criticado por el mismo motivo, por su obsesión por ser popular.
Al comienzo de su mandato, en el año 54, prometió al Senado más autonomía, para lo cual prohibió durante su primer año en el poder que se le hiciera referencia en los decretos públicos, lo que fue bien acogido entre los senadores. Durante esta época se le conocía en Roma por derrochar a espuertas y por frecuentar prostíbulos y tabernas.
En el año 55, comenzó a desempeñar un papel más activo como administrador. Fue cónsul en cuatro ocasiones entre los años 55 y 60. Durante esta etapa los historiadores hablan bastante bien de su administración, en contraste con los posteriores relatos.
Nerón puso restricciones al importe de las fianzas y las multas y limitó los honorarios de los abogados. Hubo un debate en el Senado sobre si los antiguos dueños de los libertos tenían derecho a revocar su libertad si estos mostraban una mala conducta frente a ellos en la que Nerón apoyó a los libertos y, cuando el Senado trató de aprobar una ley referente a su libertad, Nerón la vetó.
Sus acciones estaban encaminadas a mejorar la situación económica de los pobres. Cuando estos clamaron que estaban demasiado endeudados, Nerón trató de derogar todos los impuestos indirectos. Sin embargo, el Senado le convenció de que esta medida sería demasiado extrema y, como solución intermedia al problema, Nerón estipuló que los impuestos se redujesen del 4,5 % al 2,5 %. Además, los registros tributarios pasaron a ser de dominio público y, con el objetivo de reducir el costo de los alimentos, estableció que los barcos mercantes quedasen exentos de pagar impuestos.

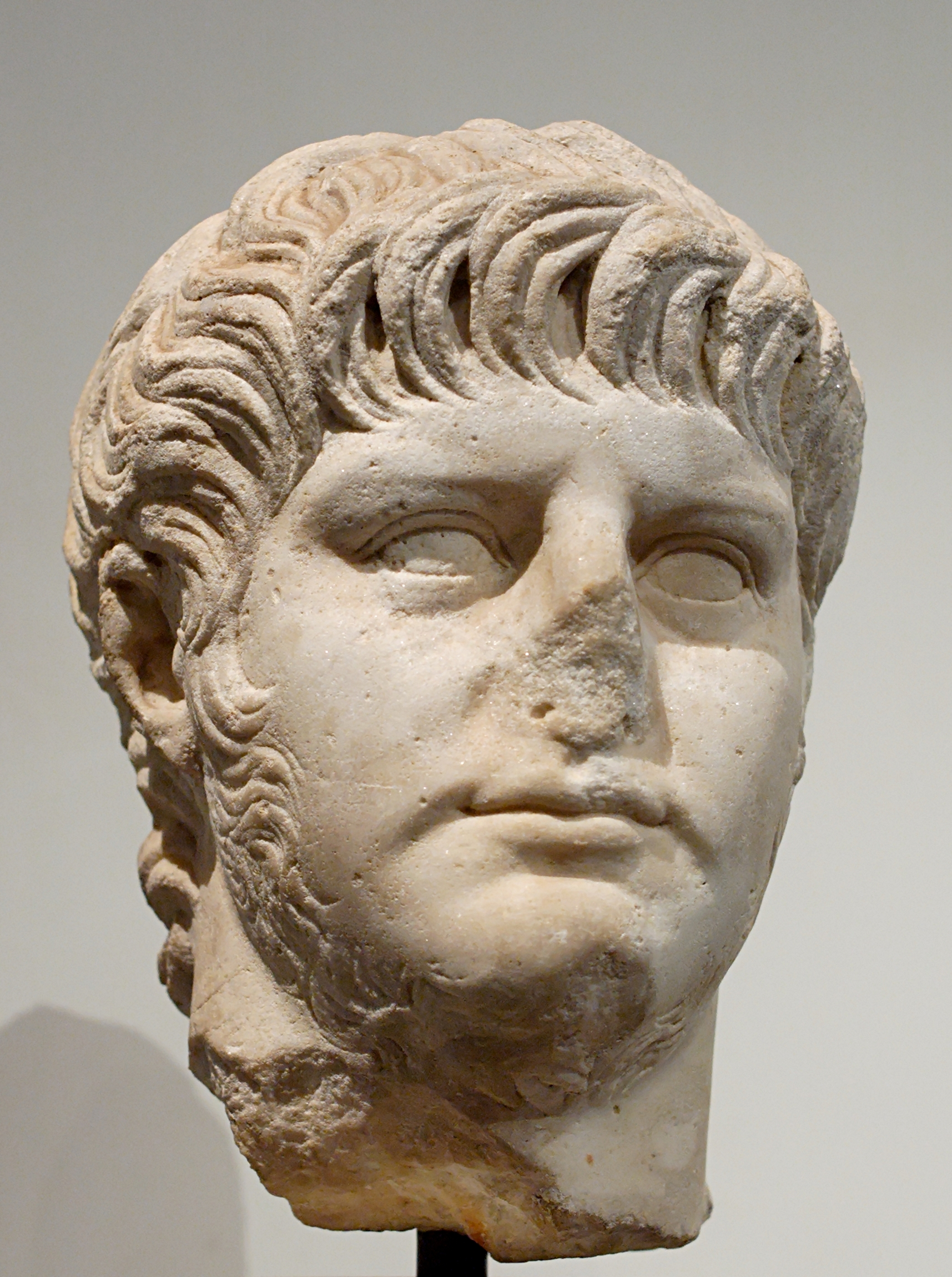
Busto de Nerón

Como amante de las artes y del placer, construyó una serie de gimnasios y teatros en los que se celebraban actuaciones al estilo griego. También se celebraron muchos combates de gladiadores. El emperador estableció los Quinquenales Neronia, unos espléndidos juegos en los que se celebraban como novedad interpretaciones de poesía y teatro. Sin embargo, el teatro no era bien visto en Roma, ya que se consideraba inmoral y característico de las clases bajas y se empezó además a cuestionar la carga que supondría para el Erario la celebración de estos juegos.
En el año 63 apareció una crisis económica, debido a la guerra contra Partia y la dificultad del transporte de grano, que amenazaron con aumentar su precio. Para hacer frente a las dificultades económicas, Nerón hizo una donación al tesoro y destinó una parte de este para pagar el grano. Posteriormente decidió firmar la paz con sus enemigos partos. En el año 64, un nuevo desastre asoló al Imperio cuando la propia ciudad de Roma se vio envuelta en llamas. Tras el devastador incendio, Nerón destinó todo el dinero posible a la reconstrucción de la ciudad y para ello tuvo que incrementar fuertemente los impuestos a los ricos ciudadanos de las provincias.
Debido a los enormes gastos ocasionados, Nerón realizó una reforma monetaria en  63-64, acuñando, entre otras monedas, áureos de oro depreciados respecto a los de  época de César, cuyo peso teórico era de 1/40 de libra, y Nerón lo redujo a 1/45. Con el denario, que bajo César y Augusto tenía un peso teórico de aproximadamente 1/84 de libra, reducido por Tiberio a 1/85, fue devaluado por Nerón hasta 1/96. Adicionalmente, redujo el porcentaje de plata en la aleación del 97-98% al 93,5%.

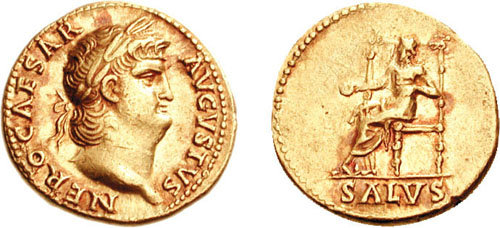
Áureo de Nerón emitido en la ceca de Roma c. 65-66 (7.29 g).

En esencia, el sistema así creado sobre los metales "nobles" (oro y plata), beneficiaba a estos últimos, para, según Santo Mazzarino, Nerón quería así favorecer a las capas sociales bajas y medias, como los équites y los libertos. Sin embargo, según Plinio el Viejo, el precio del oro habría bajado en beneficio del de la plata, gracias al descubrimiento de una mina de oro en Dalmacia que producía hasta 18 250 libras anuales del metal precioso, parecidas a las encontradas en la Hispania romana.
Durante su reinado se llevó a cabo una serie de importantes proyectos de construcción. Para prevenir el paludismo, Nerón recogió los escombros resultantes tras el incendio. Además, también erigió la Domus Aurea y trató de excavar un canal navegable a través del istmo de Corinto. Todos estos y otros proyectos vaciaron prácticamente el Tesoro.

### Rebeliones
En comparación con sus sucesores, Roma se mantuvo relativamente pacífica bajo el reinado de Nerón. La guerra contra Partia fue la única gran guerra acaecida durante su gobierno, y a su término se le elogió por ser una victoria tanto política como militar. Sin embargo, y al igual que muchos emperadores, Nerón tuvo que enfrentarse a una serie de rebeliones internas y luchas por el poder durante su reinado.
Nerón fue uno de los pocos emperadores que pudo disponer el cierre de las puertas del Templo de Jano. Jano era en la mitología romana el dios del principio y del final, y tenía un templo en el Foro Romano, al cual debían cerrársele las puertas en tiempos de paz. Pero como los ejércitos romanos siempre se encontraban combatiendo en alguna provincia lejana, las puertas del templo permanecían abiertas. Solo tres emperadores romanos pudieron mantener las puertas del templo cerradas por un tiempo: Augusto, Vespasiano y Nerón.

#### Rebelión británica
En el año 60, mientras el gobernador de la provincia de Britania, Cayo Suetonio Paulino estaba ocupado tomando la isla de Mona, las tribus del sureste, encabezadas por la reina Boudica se rebelaron contra Roma. Boudica y sus tropas destruyeron tres ciudades antes de que el ejército de Suetonio Paulino pudiera regresar y sofocar la rebelión en la batalla de Watling Street acontecida en el año 61. Temiendo que Suetonio Paulino pudiera incitar todavía más a la revuelta, Nerón sustituyó al victorioso gobernador por el más conciliador Publio Petronio Turpiliano.

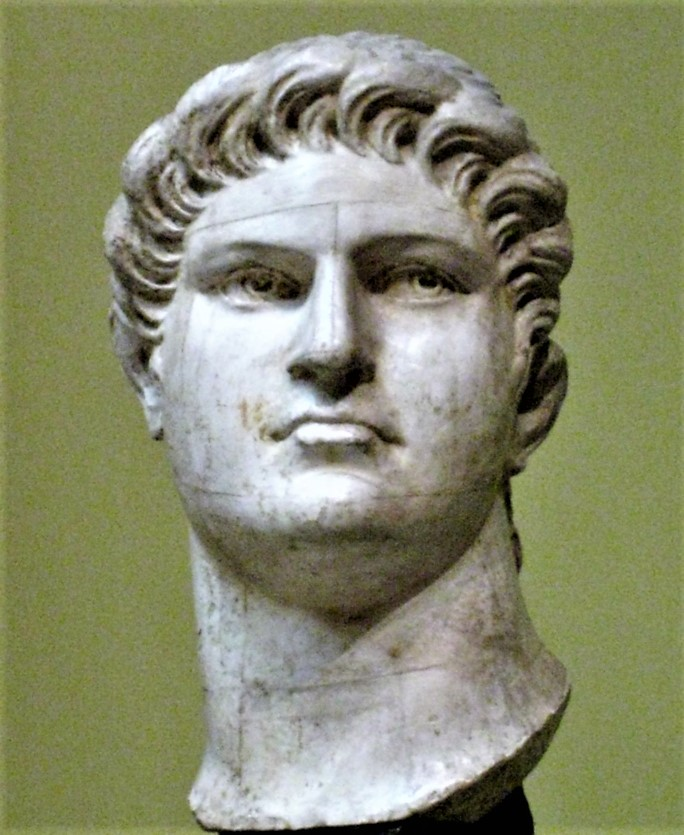
Busto de Nerón, Moscú

#### Conspiración de Pisón
En el año 65, Cayo Calpurnio Pisón, un senador romano, organizó una conspiración para derrocar a Nerón con la ayuda de Subrio Flavio, un tribuno pretoriano y Sulpicio Ásper, un centurión. Según Tácito, la intención de los conspiradores era "liberar al Estado" del tiránico gobierno de Nerón y restaurar la República. El liberto Milico descubrió el complot e informó al secretario del emperador, Epafrodito. A consecuencia de esto, la conspiración fracasó y sus componentes fueron ejecutados, incluyendo Marco Aneo Lucano, poeta y amigo del emperador, además de sobrino de Séneca. Séneca se suicidó tras reconocer haber hablado del complot con los conspiradores.

#### Revuelta judía
En el año 66 estalló una revuelta en Judea derivada de la creciente tensión religiosa entre griegos y judíos. En el año 67, Nerón envió a quien años más tarde sería el emperador Vespasiano a sofocar la rebelión, cosa que hizo satisfactoriamente en el año 70, dos años después de la muerte del propio Nerón. Durante el conflicto los romanos destruyeron la ciudad de Jerusalén, destrozaron su Templo, masacraron a la población y a los supervivientes los vendieron en los mercados de esclavos por todo el imperio. Fue el inicio de la Diáspora o dispersión de los judíos como pueblo errante y sin patria, situación que se haría definitiva tras la segunda revuelta judía seis décadas más tarde.

#### La rebelión de Víndex
A finales de 67 o principios de 68, Cayo Julio Vindex, gobernador de la Gallia Lugdunensis, se rebeló contra la política fiscal de Nerón. El emperador envió a Lucio Verginio Rufo, gobernador de Germania Superior a sofocar la revuelta. Víndex, con el objetivo de recabar aliados, solicitó apoyo a Galba, gobernador de Hispania Tarraconense pero Verginio Rufo terminó derrotando a Víndex y este se suicidó. Galba por su parte había sido declarado enemigo público.

#### Ascenso de Galba
Nerón había recuperado el control militar del Imperio, cuestión que fue utilizada en su contra por sus enemigos en Roma. En junio de 68, el Senado votó que Galba fuera proclamado como emperador y declaró enemigo público a Nerón. La Guardia Pretoriana había sido sobornada y su prefecto Cayo Ninfidio Sabino ambicionaba convertirse en emperador por lo que capturó a Nerón y le obligó a suicidarse.
La muerte de Nerón sin dejar herederos, en vez de traer estabilidad al Imperio, desató un ciclo de guerras civiles conocido como el Año de los cuatro emperadores. Los sucesores de Nerón combatieron entre sí por el poder y fueron sucediéndose hasta que Vespasiano fue proclamado emperador, comenzando la que sería la dinastía Flavia.

### El gran incendio de Roma
Durante la noche del 19 de julio de 64 se declaró en Roma un incendio que devastó gran parte de la ciudad. El fuego se inició en el sureste del Circo Máximo, donde se localizaban unos puestos que vendían productos inflamables.
Según Tácito, el fuego se extendió rápidamente y duró cinco días. Se destruyeron por completo cuatro de los catorce distritos de la ciudad y otros siete quedaron muy dañados. El único historiador que describe el incendio, de entre los que vivían en esa época, es Plinio el Viejo, mientras que los demás historiadores de la época, Flavio Josefo, Dion Crisóstomo, Plutarco y Epicteto, no mencionan el acontecimiento en sus obras.
No está realmente claro cuál fue la causa del incendio, si fue un accidente o fue premeditado. Suetonio y Dion Casio defienden la teoría de que fue el propio Nerón quien lo causó con el objetivo de reconstruir la ciudad a su gusto. Tácito menciona que algunos cristianos se declararon culpables del delito, (aunque no podemos saber si esta confesión fue inducida bajo tortura), y como resultado de ello detuvieron a otros muchos. Lo cierto es que los incendios accidentales fueron comunes en la Antigua Roma. Bajo los reinados de Vitelio (69) y de Tito (80), hubo otros dos más.

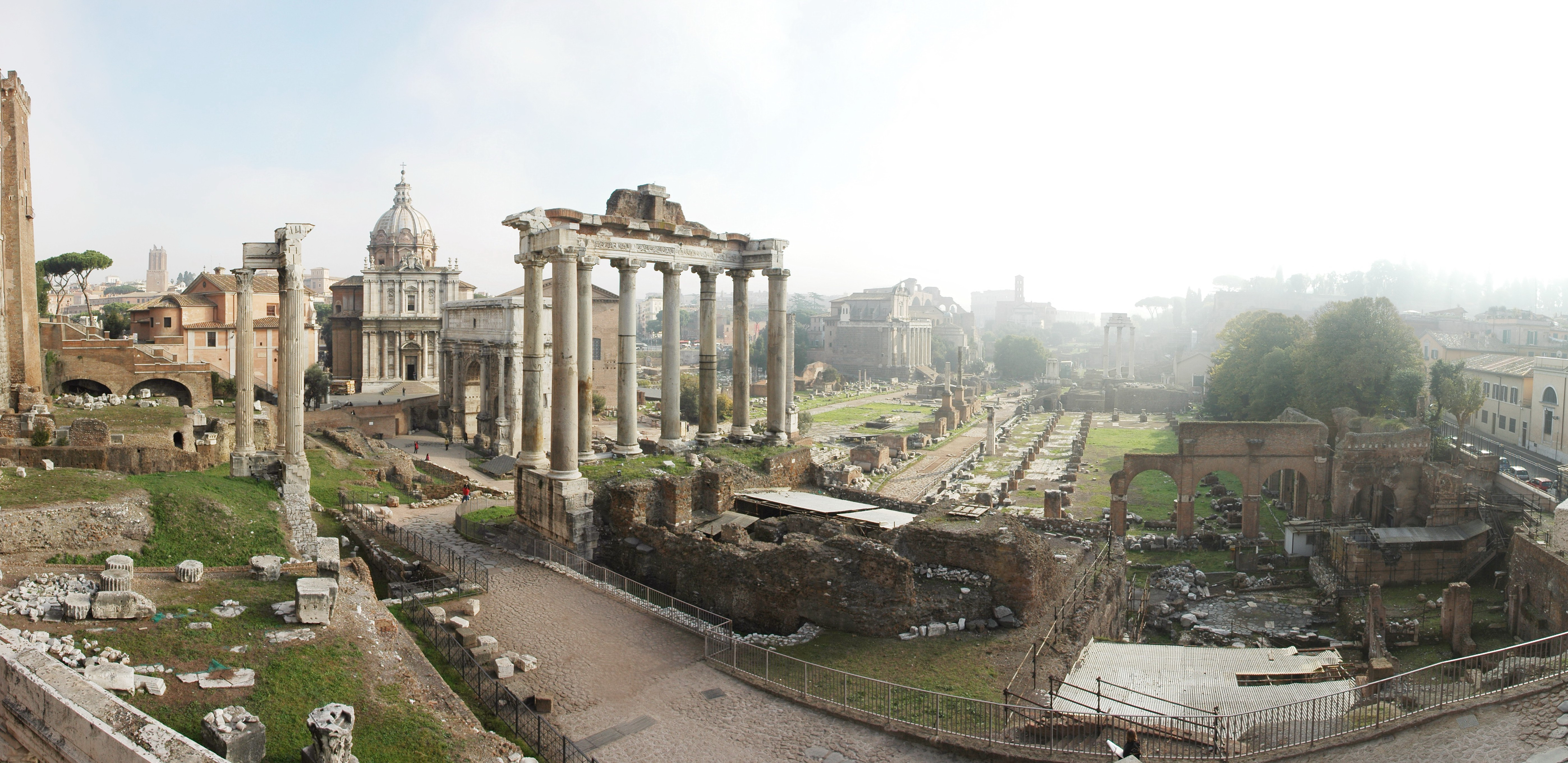
El antiguo Foro Romano

Según Suetonio y Dion Casio, mientras Roma ardía, Nerón estaba cantando el Iliupersis. Sin embargo, según Tácito, Nerón estaba en Antium, distante aproximadamente 42 km de Roma, durante el incendio y, al tener noticias del mismo, viajó rápidamente a Roma para encargarse del desastre, utilizando su propio tesoro para entregar ayuda material. Tras la catástrofe, abrió las puertas de su palacio a las personas que habían perdido su hogar y abrió un fondo para pagar alimentos que serían entregados entre los supervivientes. A raíz del incendio, Nerón desarrolló un nuevo plan urbanístico dentro del cual proyectó la construcción de un nuevo palacio, conocido como la Domus Aurea, en unos terrenos que el fuego había despejado. Para conseguir los fondos necesarios para la construcción del suntuoso complejo, Nerón aumentó los impuestos de las provincias imperiales.
Tácito relata que tras el incendio la población buscó un chivo expiatorio para desatar su ira y empezaron a circular rumores de que Nerón era el responsable. Para alejar de sí las culpas, Nerón acusó a los cristianos y ordenó que a algunos se los arrojara a los perros, mientras que otros fueron quemados vivos y crucificados. Esta es la que en la historiografía cristiana se considera la primera persecución romana, en la que entre otros murieron los apóstoles Pedro y Pablo.
Tácito lo describe así: 

Sin embargo, ni por industria humana, ni por larguezas del emperador, ni por sacrificios a los dioses, se lograba alejar la mala fama de que el incendio había sido mandado. Así pues, con el fin de extirpar el rumor, Nerón se inventó unos culpables, y ejecutó con refinadísimos tormentos a los que, aborrecidos por sus infamias, llamaba el vulgo cristianos. El autor de este nombre, Cristo, fue mandado ejecutar con el último suplicio por el procurador Poncio Pilatos durante el Imperio de Tiberio y reprimida, por de pronto, la perniciosa superstición, irrumpió de nuevo no solo por Judea, origen de este mal, sino por la urbe misma, a donde confluye y se celebra cuanto de atroz y vergonzoso hay por dondequiera. Así pues, se empezó por detener a los que confesaban su fe; luego por las indicaciones que estos dieron, toda una ingente muchedumbre (multitudo ingens) quedaron convictos, no tanto del crimen de incendio, cuanto de odio al género humano. Su ejecución fue acompañada de escarnios, y así unos, cubiertos de pieles de animales, eran desgarrados por los dientes de los perros; otros, clavados en cruces eran quemados al caer el día a guisa de luminarias nocturnas. Para este espectáculo, Nerón había cedido sus propios jardines y celebró unos juegos en el circo, mezclado en atuendo de auriga entre la plebe o guiando él mismo su carro. De ahí que, aún castigando a culpables y merecedores de los últimos suplicios, se les tenía lástima, pues se tenía la impresión de que no se los eliminaba por motivo de pública utilidad, sino para satisfacer la crueldad de uno solo.

### Apariciones públicas

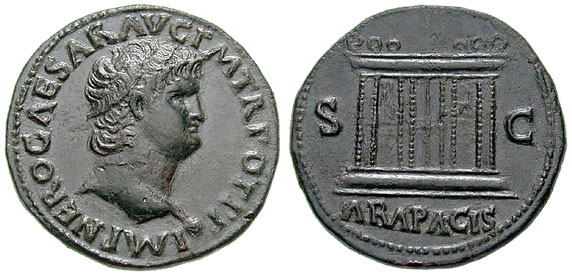
Nerón y el Ara Pacis

Nerón era aficionado a la conducción de carros, al arpa y a la poesía. El emperador compuso canciones que se interpretaron por todo el Imperio, aunque en un principio solo las tocaba en audiencias privadas.
En el año 64 Nerón empezó a cantar en público en la ciudad de Neápolis, buscando con ello aumentar su popularidad. Cantó también en el Quinquenal Neronia en el año 65. Algunos historiadores relatan que fueron el Senado, su círculo de amigos y el pueblo los que animaron a Nerón a cantar en público. Sin embargo, los historiadores antiguos critican las acciones del emperador considerándolo denigrante para alguien de su posición.
Nerón participó en los Juegos Olímpicos del año 66/67, a fin de mejorar las relaciones con Grecia y mostrar el dominio romano al pueblo helénico y al orbe en general. En ese viaje proclama a todos los griegos libres y exentos de pagar tributo. Como competidor, Nerón condujo un carro de diez caballos y casi murió al sufrir una caída. También participó como actor y cantante y, a pesar de no ser el mejor de los participantes, ganó todas las coronas y las llevó a Roma donde las expuso en un desfile. Las victorias de Nerón se atribuyen, sin duda, a su condición de emperador y al soborno de los jueces.

## Muerte
A finales de 67 o principios de 68, Cayo Julio Vindex, gobernador de la Gallia Lugdunensis, se rebeló contra la política fiscal de Nerón. El emperador envió a Lucio Verginio Rufo, gobernador de Germania Superior, a sofocar la revuelta y Víndex, con el objetivo de recabar aliados, pidió apoyo a Galba, gobernador de Hispania Tarraconense. Verginio Rufo, sin embargo, derrotó a Víndex y este se suicidó, mientras que Galba, por su parte, acabó siendo declarado enemigo público.
Nerón había recuperado el control militar del Imperio, pero esto fue utilizado en su contra por sus enemigos en Roma. En junio de 68, el Senado votó que Galba fuera proclamado como emperador y declaró «enemigo público» a Nerón, utilizando para ello a la Guardia Pretoriana, que había sido sobornada, y a su prefecto Ninfidio Sabino, que ambicionaba convertirse en emperador.
Según Suetonio, Nerón huyó de Roma a través de la Vía Salaria. Sin embargo, a pesar de haber huido, Nerón se preparó para suicidarse con ayuda de su secretario Epafrodito, quien lo apuñaló cuando un soldado romano se aproximaba. Según Dion Casio, las últimas palabras de Nerón fueron:

¡Qué artista muere conmigo!

Fue el último emperador de la Dinastía Julio-Claudia y el Imperio se sumió en una serie de guerras civiles conocidas como el Año de los cuatro emperadores.

### Tras la muerte
Según Suetonio y Dion Casio, el pueblo de Roma celebró la muerte de Nerón. Tácito, sin embargo, habla en sus escritos de un panorama político mucho más complicado según el cual la muerte de Nerón fue bien recibida entre los senadores, la nobleza y la clase alta pero que, por el contrario, la clase baja, los esclavos y los asiduos del teatro, que habían sido los beneficiarios de los excesos del emperador, recibieron la noticia con gran rechazo. El ejército, mientras tanto, estaba en la encrucijada entre el deber obediencia a Nerón como su emperador y los sobornos ofrecidos para derrocarlo.
Filóstrato y Apolonio de Tiana mencionan la muerte de Nerón como un duro golpe para el pueblo en general, que la lloró con amargura debido a que "restableció y respetó las libertades con una sabiduría y moderación de las cuales su carácter carecía".
Los historiadores modernos defienden la teoría de que mientras el Senado y la clase alta recibieron con regocijo la noticia, el pueblo llano "fue fiel hasta el final". De esta manera, tanto Otón como Vitelio apelaron a su nostalgia para consolidar su posición en el poder.
El nombre de Nerón fue eliminado de algunos monumentos. Muchos retratos de Nerón fueron reelaborados para representar otras figuras, de las cuales, según Eric R. Varner han sobrevivido cincuenta. La transformación de estas imágenes se explica a menudo como parte de la aplicación de un Damnatio memoriae, en la que los emperadores caían en desgracia de forma póstuma. Champlin, sin embargo, duda que esta práctica fuera necesariamente negativa y resalta el hecho de que muchos artistas siguieron pintando retratos de Nerón mucho después de su muerte.

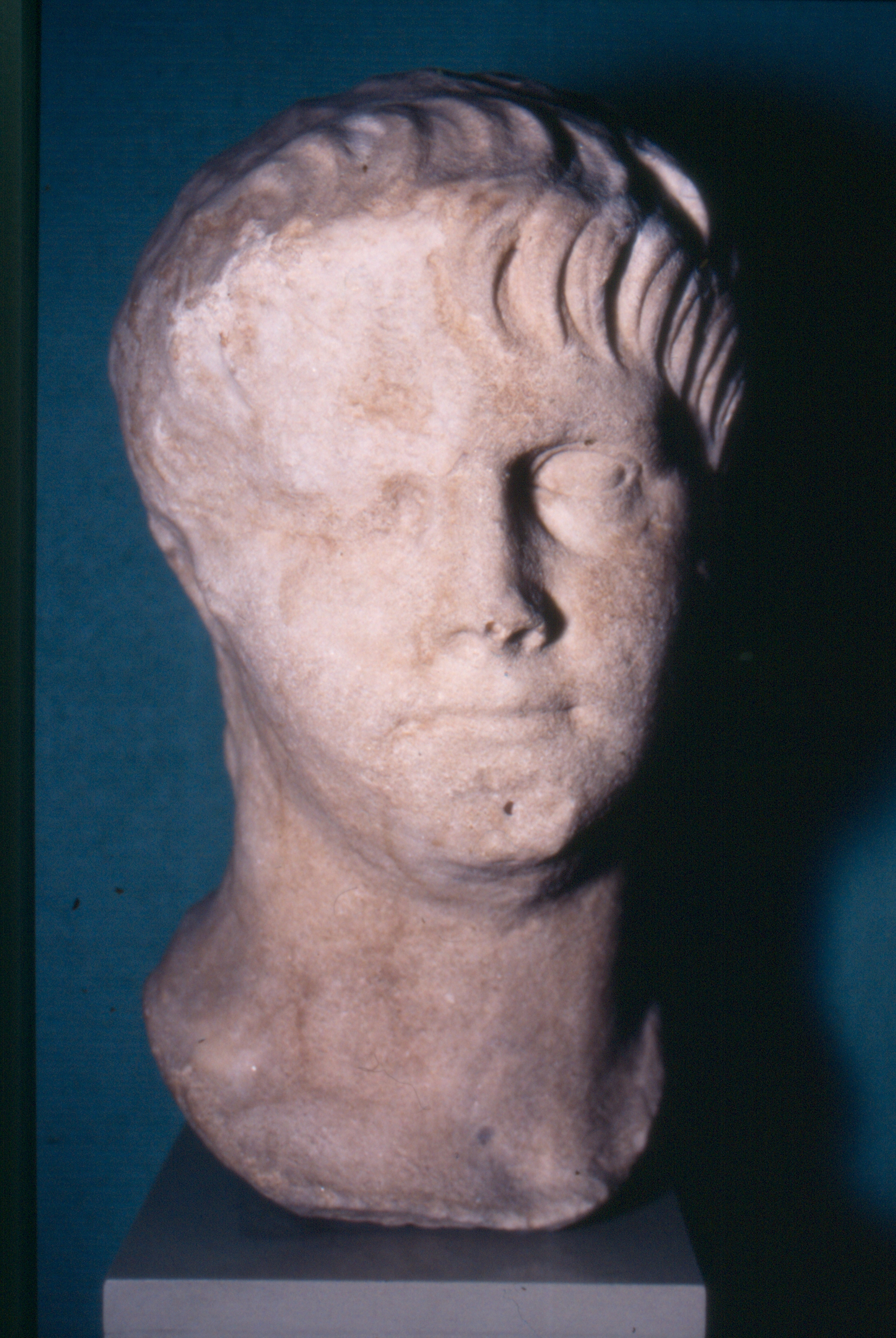
Busto de Nerón

Todos los historiadores antiguos describen la guerra civil derivada de la muerte de Nerón, conocida como el Año de los cuatro emperadores como un inestable y turbulento periodo. Según Tácito, esta inestabilidad se basó en la percepción de que ya no se podía confiar en la legitimidad dinástica imperial. Galba inició su corto reinado con la ejecución de varios de los antiguos aliados de Nerón y, por tanto, posibles enemigos potenciales. Uno de los más importantes fue Cayo Ninfidio Sabino, supuesto hijo del emperador Calígula.
Cuando Otón derrocó a Galba, recabó el apoyo de gran parte del ejército debido a su parecido con el finado emperador. Al parecer el pueblo se dirigía a Otón como lo hacía con el propio Nerón y hasta el propio Otón utilizó Nerón como su apellido y volvió a erigir muchas de las estatuas del emperador. Cuando Vitelio venció a Otón y usurpó el poder, comenzó su reinado con un gran funeral en su honor en el que se interpretaron canciones escritas por el propio Nerón.
Tras el suicidio de Nerón en 68, en las provincias orientales se estableció la creencia generalizada de que en realidad no estaba muerto y que en cualquier momento podría volver. Esta creencia se extendió de tal manera que se llegó a convertir en una auténtica leyenda popular.
Al menos tres impostores surgieron tras la muerte de Nerón: El primero surgió en 69, durante el reinado de Vitelio y se parecía a él físicamente, cantaba y tocaba la lira. Tras la captación de varios acólitos fue capturado y ejecutado. Durante el reinado de Tito (79-81) surgió otro impostor que fue también ejecutado. Veinte años después del suicidio de Nerón surgió, durante el cruel reinado de Domiciano, otro usurpador. Este tercer pretendiente fue apoyado por los partos y el asunto se tornó tan tenso que casi estallaron las hostilidades entre las dos naciones.
La leyenda de Nerón sobrevivió durante muchos años, tanto es así que Agustín de Hipona la nombra como una importante creencia popular (422).

## Historiografía

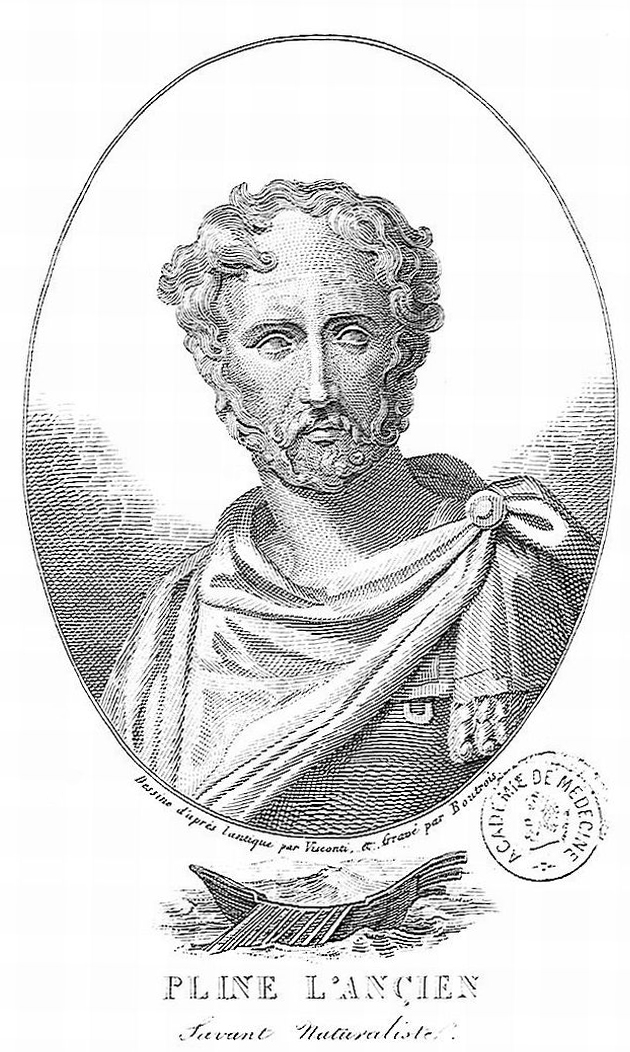
Plinio el Viejo

La veracidad de las historias supervivientes sobre el reinado de Nerón es dudosa, ya que no han sobrevivido fuentes bibliográficas contemporáneas al emperador. Las primeras historias existentes se muestran demasiado críticas o son una serie de alabanzas. Además, la credibilidad de los relatos está también empañada por la presencia de sucesos fantásticos e inverosímiles, siendo muy numeroso el número de contradicciones que podemos encontrar entre los distintos autores. No obstante, estas fuentes perdidas sirvieron de base para próximas generaciones de historiadores.
Algunos historiadores de nombre conocido, como Fabio Rústico, Cluvio Rufo y Plinio el Viejo, escribieron condenando el reinado de Nerón en relatos que se han perdido. También se escribieron algunas historias sobre él que datan de fechas anteriores a su ascenso al trono, aunque se desconoce su contenido.
La mayor parte de lo que se conoce de Nerón fue escrito por Tácito, Suetonio y Dion Casio, todos de la clase senatorial o aristocrática. Tácito y Suetonio escribieron sus obras más de cincuenta años después de su muerte, mientras que Dion Casio lo hizo 150 años después. Estos historiadores se contradicen en una serie de eventos de la vida del emperador, como la muerte de Claudio, la muerte de Agripina y el Gran Incendio de Roma de 64, aunque emiten una condena común al emperador.
Por otro lado, un buen número de fuentes distintas a las citadas añaden una visión limitada y variada sobre el emperador, aunque muy pocas son favorables. Algunos de ellos, sin embargo, le retratan como un emperador competente y popular entre el pueblo romano, especialmente en el Este.
Con la llegada al poder del emperador Constantino en el siglo IV y su edicto de tolerancia, la influencia cristiana creció en Roma, lo que a la larga contribuyó a reforzar la visión negativa de Nerón como perseguidor de los cristianos.

### Dion Casio
Dion Casio (155-229) fue hijo de Casio Aproniano, senador romano. Pasó la mayor parte de su vida bajo el servicio público. Fue senador durante el reinado de Cómodo y gobernador de Esmirna tras la muerte de Septimio Severo. Sirvió como consul suffectus y como gobernador proconsular de África y Panonia.
Los Libros LXI-LXIII de su obra, la Historia Romana, describen el reinado de Nerón. Solo han sobrevivido unos pocos fragmentos sobre estos libros, y los que han sobrevivido han sido abreviados y alterados por Juan Xifilino, un monje bizantino del siglo XI.

### Dion Crisóstomo
Dion Crisóstomo (40-120), historiador y filósofo griego, relata en su obra que el pueblo romano estaba feliz con el gobierno de Nerón, y que consideraban que habría de reinar indefinidamente. La plebe anheló su vuelta cuando murió y persiguió a los impostores del emperador que buscaban usurpar el trono.

### Epicteto
Epicteto (55-135) fue el esclavo del escribano de Nerón, Epafrodito. Realiza un par de comentarios negativos sobre el carácter de Nerón en su obra, aunque no analiza su gobierno. Describe a Nerón como un mimado, un iracundo y un infeliz.

### Flavio Josefo

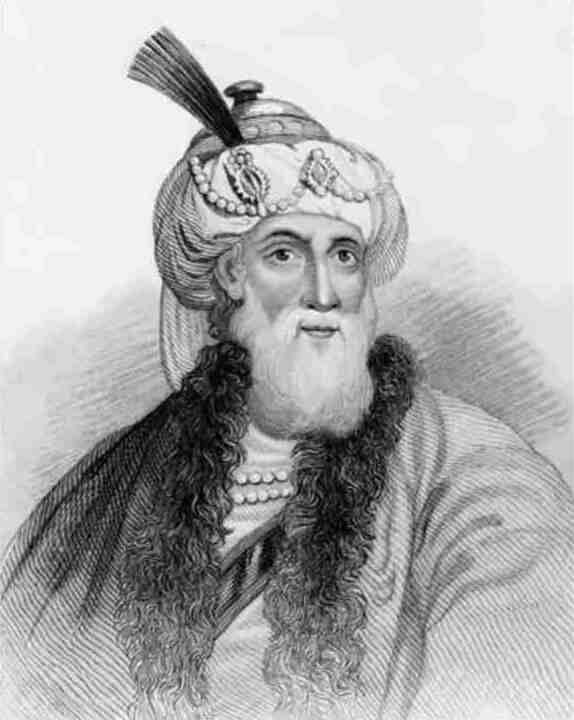
El historiador Flavio Josefo acusó a otros historiadores de vilipendiar a Nerón

El historiador Flavio Josefo (37-100), a pesar de describir a Nerón como un tirano, es también el primero en mostrar la aversión hacia el emperador de otros historiadores, lo que hace dudosa la veracidad de sus historias. Así lo recoge Josefo:

Omitiré una serie de discursos de los que han relatado la vida Nerón; algunos de los cuales debido a que, por sus favores personales han tergiversado la verdad a su favor, y los de otros que por venganza y por odio han mentido.

### Marco Aneo Lucano
Aunque es más un poeta que un historiador, Lucano (39-65) es uno de los historiadores cuyos relatos se muestran más favorables con Nerón. Describe la paz y la prosperidad que experimentó el Imperio bajo el reinado de Nerón, en contraste con las anteriores guerras y conflictos. Irónicamente, Lucano (también sobrino de Séneca, el antiguo preceptor de Nerón) participó en la conspiración de Pisón y fue consecuentemente ejecutado.

### Filóstrato el Viejo
Filóstrato el Ateniense (172-250) habla de la vida de Nerón en Apolonio de Tiana (Libros IV-V). Aunque en general habla mal de Nerón, reconoce su popularidad en la parte oriental del imperio.

### Plinio el Viejo

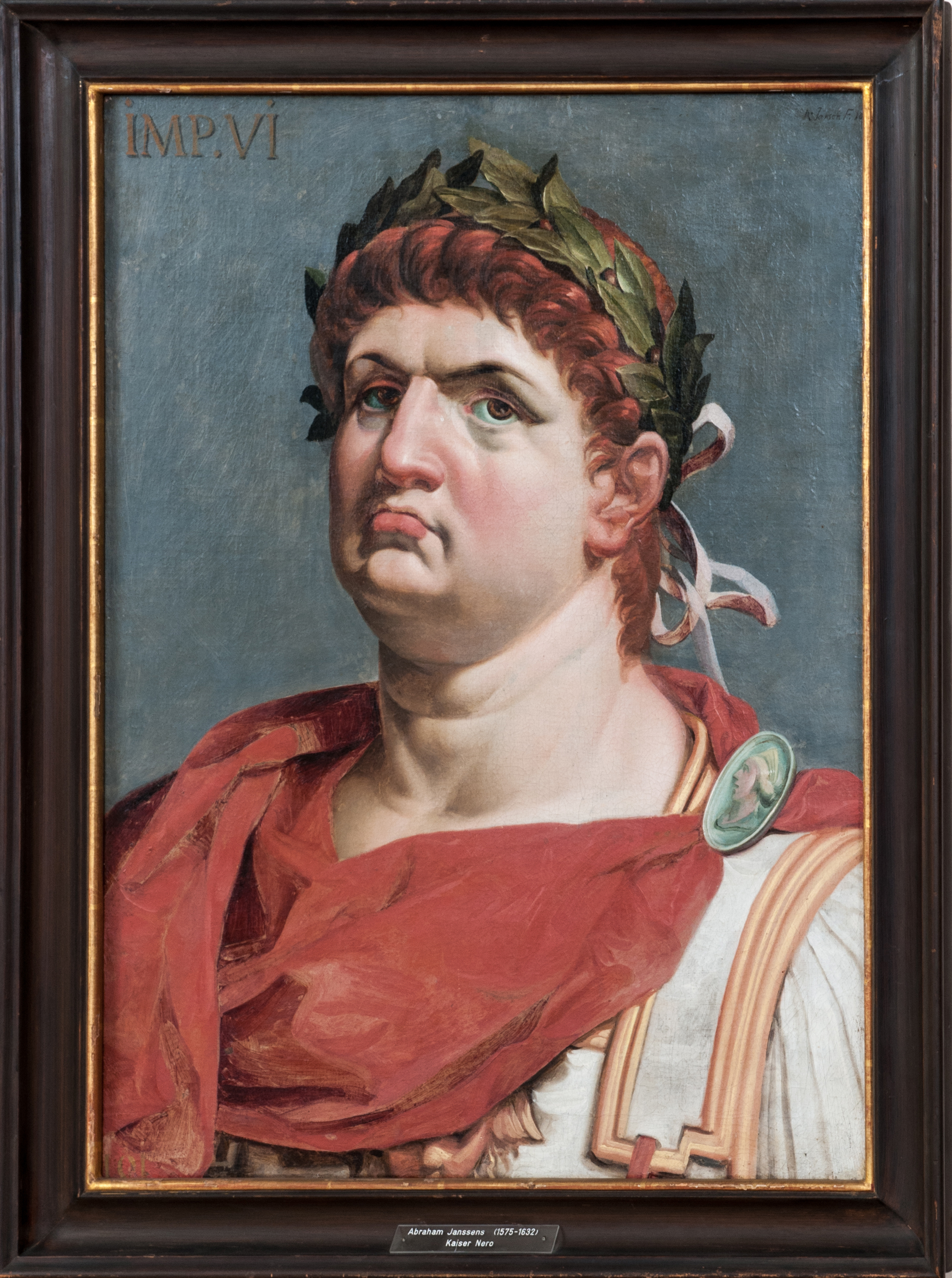
Abraham Janssens: Nero, (1620)

La historia de Nerón por Plinio el Viejo (24-79) no ha sobrevivido. Sin embargo existen varias referencias en su gran obra Naturalis Historia, en la que describe al emperador como «enemigo de la humanidad». Plinio es por tanto uno de los historiadores que peor opinión tiene acerca de Nerón.

### Plinio el Joven
Cayo Plinio Cecilio Segundo (62-113), conocido como Plinio el Joven, fue un abogado, escritor y científico de la antigua Roma.
Plinio el Joven, al igual que su tío Plinio el Viejo, tiene una visión totalmente negativa sobre Nerón:

¿Has visto a alguien más abyecto y más cobarde que Marco Régulo después de la muerte de Domiciano, en cuyo reinado había cometido infamias no menores que las realizadas bajo Nerón, aunque menos conocidas?

### Plutarco
El historiador Plutarco (46-127) menciona indirectamente a Nerón en sus relatos sobre las vidas de Galba y Otón. Aunque lo describe como un tirano, no tiene una opinión mucho más favorable de sus sucesores.

### Séneca el Joven
No es de extrañar que Séneca el Joven (4-65), en su condición de tutor y asesor del emperador, describa a Nerón como un buen emperador en sus inicios, pero luego cambió de opinión tras los constantes abusos y el despotismo que le caracterizaba. Séneca acabó suicidándose para evitar la venganza cruel que esperaba recibir de Nerón.

### Suetonio
Suetonio (69-130) fue un historiador romano perteneciente a la clase ecuestre (ordo equester), que desempeñó los cargos de superintendente de las bibliotecas públicas y responsable de los archivos. Cuando fue despedido en 121 por Adriano, comenzó a escribir biografías de emperadores, recreándose en los aspectos anecdóticos y sensacionalistas.
Las partes de su biografía sobre Nerón que han sobrevivido son abiertamente hostiles, y aunque el gobierno de Nerón puede racionalizar tal hostilidad, algunos historiadores modernos cuestionan la exactitud de su obra. Por ejemplo, la siguiente cita, que se ha tomado tradicionalmente como una señal de locura del emperador, podría ser simplemente propaganda.

Castró al joven Esporo y trató de hacer de él una mujer, de hecho se casó con él con todas las ceremonias habituales, incluyendo una dote y un velo nupcial, lo llevó a su casa y lo trató como su esposa. Esporo se arreglaba como las mejores emperatrices, paseaba por la ciudad en litera y besaba en público a Nerón.

El pueblo romano llegó a decir cierta vez, que hubieran corrido mejor suerte si la esposa de Domicio Enobarbo hubiese sido así.

### Tácito
Los Anales de Publio Cornelio Tácito (55-120) nos ofrecen el relato más comprensivo y detallado del gobierno de Nerón, a pesar de estar incompleto tras el año 66. Tácito se muestra crítico con Nerón, aunque a diferencia del resto de historiadores, no se apoya en rumores sensacionalistas o pura propaganda. El historiador describe el gobierno de la Dinastía Julia-Claudia como mediocre en general. A pesar de todo, considera que los escritos sobre el emperador son subjetivos.[cita requerida]

## Nerón en la religión

### Tradición judía
A finales de 66, estalló un conflicto entre los griegos y judíos de Jerusalén y Cesarea. Según una tradición judía registrada en el Talmud (Gitin 56 a-b), Nerón llegó a Jerusalén y ordenó a sus soldados que lanzaran flechas a los cuatro vientos. Todas las flechas cayeron sobre la ciudad. A continuación, pidió a un niño que pasaba que recitara un verso que había aprendido ese día: «Me vengaré de Edom mediante mi pueblo de Israel» (Ez. 25,14). Nerón quedó aterrorizado, comprendiendo que Dios quería que el Templo de Jerusalén fuera destruido, pero que luego lo castigaría por ello. Nerón dijo: «quiere sembrar la destrucción en su Casa, pero echarme la culpa a mí». Nerón regresó precipitadamente a Roma y se convirtió al judaísmo para evitar ese castigo. Vespasiano fue el general enviado para sofocar la rebelión judía.
También según el Talmud, el sabio Reb Meir Baal HaNess era descendiente del propio Nerón, pero la historia no registra ningún hijo o hija del emperador que le haya sobrevivido.

### Tradición cristiana

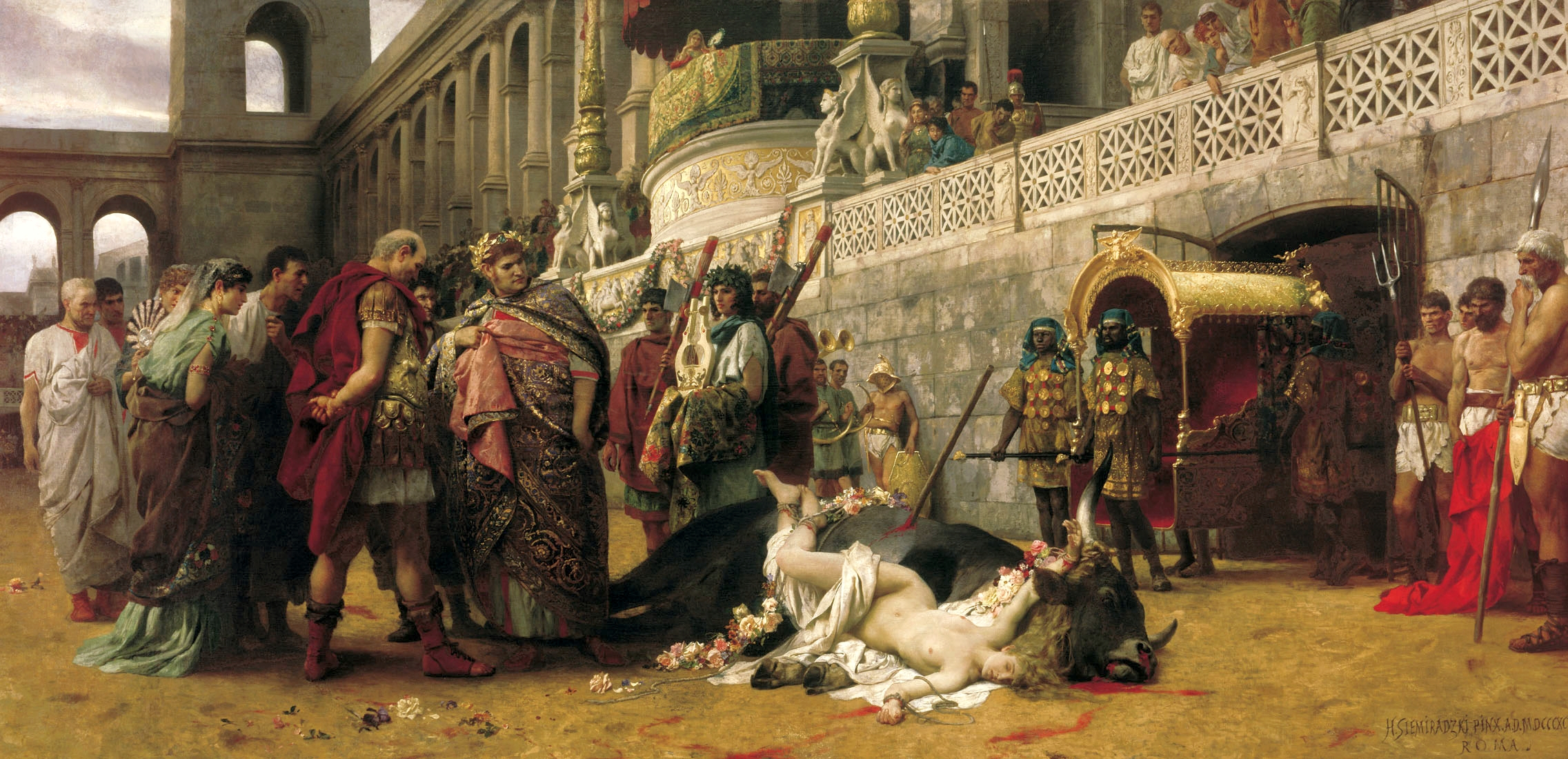
Nerón en Jerusalén (La Dirce cristiana, por Henryk Siemiradzki, 1897).

La tradición cristiana ve a Nerón como el primer perseguidor de los cristianos y como quien ordenó la ejecución de los apóstoles Pedro y Pablo. También existe la creencia, basada en una interpretación de un texto del libro cristiano del Apocalipsis, de que Nerón era el Anticristo.

#### Persecuciones
El historiador Tácito describe con amplitud las torturas y ejecuciones de cristianos llevadas a cabo por el emperador tras el incendio del año 64. Suetonio, por su parte, también habla de las persecuciones, aunque de manera elogiosa, y no lo relaciona con la autoría del incendio.
El escritor cristiano Tertuliano (155-230) es el primer autor conocido en llamar a Nerón el «primer perseguidor de los cristianos». En una de sus obras dice: «Examinad vuestros recuerdos, y veréis que fue el primero en perseguirnos». Lactancio (240-320) y Sulpicio Severo también relatan las cruentas persecuciones. Sin embargo, algunas fuentes anteriores al reinado de Nerón hablan de una primera expulsión de cristianos de Roma ordenada por Claudio.

#### Martirio de Pedro y Pablo
Por cuanto se sabe hasta ahora, el primer texto que sugiere que Nerón mandó ejecutar a un apóstol es el escrito apócrifo del siglo II Ascensión de Isaías. Lo retrata como un matricida y un perseguidor de la fe cristiana. Tanto es así que uno de los doce apóstoles moriría en sus manos.
El obispo Eusebio de Cesarea (275-339) escribió que Pablo fue decapitado en Roma durante el reinado de Nerón. Afirma además que las persecuciones llevadas a cabo por el emperador llevaron a la ejecución de Pedro y de Pablo, aunque no dice que Nerón diera órdenes específicas sobre estas dos personas.
Existe también cierta controversia sobre si Pablo y Pedro murieron más o menos a la misma altura, o si Pablo murió bastante antes de la llegada de Pedro a Roma. El libro de los Hechos de los Apóstoles menciona que Pablo está en Roma dos años esperando ser juzgado ante el emperador (no menciona su nombre, pero por cronología no puede ser otro que Nerón) pero acaba bruscamente sin mencionar el resultado de este juicio. Hay autores que afirman que fue condenado y ejecutado en esta altura, y por tanto sería mucho antes de la persecución general posterior. Pero dado que algunos escritos afirman que, antes de su muerte en Roma, Pablo tuvo tiempo de viajar hasta Hispania, como era su deseo, una amplia tradición cristiana deduce (no hay ninguna fuente que lo afirme o que lo niegue explícitamente) que salió absuelto de este juicio y que años más tarde, al volver de Hispania a Roma, le pilló la persecución desatada por Nerón, y murió por tanto al mismo tiempo que Pedro.
El escrito apócrifo Hechos de Pedro (200), es el primer relato que habla sobre la crucifixión boca abajo de Pedro. El relato finaliza con Pablo huyendo y con la promesa de Nerón de no volver a perseguir más a los cristianos.
Un grupo de escritores del siglo IV indican que Pedro y Pablo fueron martirizados por orden de Nerón.

#### El Anticristo
La Ascensión de Isaías es el primer texto que sugiere que Nerón es el Anticristo. Las similitudes entre los dos son claras, ya que «un rey sin ley, asesino de su madre, llegará a este mundo con todos los poderes, y todo el mundo accederá a lo que desee».
Los Oráculos sibilinos, Libros V y VIII, escritos en el siglo II, profetizan que Nerón volverá y traerá consigo la destrucción. En el interior de las comunidades cristianas, estos escritos, junto con otros, alimentaron la creencia de que Nerón regresaría como el Anticristo. En 310, Lactancio escribió que Nerón desapareció del lugar donde había sido enterrado y que nunca se le había vuelto a ver. Algunas personas piensan que Nerón está escondido en un lugar remoto, aguardando, y que volverá validando las profecías sibilinas.
En 422, Agustín de Hipona escribió sobre su teoría de que Pablo mencionó la venida del Anticristo. Aunque el propio san Agustín rechaza la teoría de que Nerón era el Anticristo y que regresará, sí menciona la fuerte creencia cristiana sobre ese punto.
Algunos estudiosos modernos defienden que el 666 es en realidad un código relativo al emperador. Los escritos bíblicos católicos avalan esta teoría. Cuando se suman en hebreo las letras del nombre de Nerón el resultado es 616 y 666, tomando las dos variantes del nombre (Nero y Nerón).
El concepto de Nerón como el Anticristo es la creencia central sobre la que gira la escatología del preterismo.

## Amantes de Nerón
Nerón pasó su vida personal entre amores tanto con mujeres como con hombres, entre ellos:
- Claudia Octavia
- Popea Sabina
- Pitágoras (liberto)
- Actea
- Estatilia Mesalina
- Esporo
- Aulo Plaucio

## Cronología
- 15 de diciembre de 37 - Nacimiento de Nerón en Anzio.
- 49 - Agripina la Menor, la madre de Nerón, se casa con su tío, el emperador Claudio.
- 53 - Nerón se casa con Claudia Octavia, la hija de Claudio, siendo nombrado sucesor al igual que su cuñado Británico.
- 13 de octubre de 54 - Muerte de Claudio, posiblemente envenenado por Agripina la Menor. Se nombra a Nerón como emperador de Roma.
- 11 de febrero de 55 - Británico, el hijo de Claudio, es asesinado por Nerón.
- 23 de marzo de 59 - Nerón hace asesinar a su madre Agripina la Menor.
- 9 de junio de 62 - Nerón manda asesinar a su prima y primera esposa Claudia Octavia, la hija de Claudio.
- 19 de julio de 64 - Gran incendio de Roma.
- verano boreal de 65 - En estado de ebriedad, Nerón propina un puntapié en el vientre a Popea Sabina, quien estaba encinta; la misma muere a causa de este golpe.
- 66 - Nerón manda ejecutar a Antonia, hija de Claudio, tras su rechazo a casarse con él. Orden de persecución de los cristianos, acusados de ser los responsables del incendio de Roma. Sublevación judía en Judea.
- 9 de junio de 68 - Nerón se suicida.

## Ancestros
| \| \| \| \| \| \| \| \| \| \| \| \| \| \| \| \| \| \| \| \| 16. Lucio Domicio Enobarbo \| \| \| \| \| \| \| \| \| \| \| \| \| \| \| \| \| \| \| \| \| \| \| \| \| \| \| \| \| \| \| \| \| \| \| \| \| \| \| \| \| \| \| \| \| \| \| \| \| \| \| \| \| \| 8. Cneo Domicio Enobarbo \| \| \| \| \| \| \| \| \| \| \| \| \| \| \| \| \| \| \| \| \| \| \| \| \| \| \| \| \| \| \| \| \| \| \| \| \| \| \| \| \| \| \| \| \| \| \| \| \| \| \| \| \| \| 17. Porcia \| \| \| \| \| \| \| \| \| \| \| \| \| \| \| \| \| \| \| \| \| \| \| \| \| \| \| \| \| \| \| \| \| \| \| \| \| \| \| \| \| \| \| \| \| \| \| \| \| \| \| \| \| \| 4. Lucio Domicio Enobarbo \| \| \| \| \| \| \| \| \| \| \| \| \| \| \| \| \| \| \| \| \| \| \| \| \| \| \| \| \| \| \| \| \| \| \| \| \| \| \| \| \| \| \| \| \| \| \| \| \| \| \| \| \| \| 9. Emilia \| \| \| \| \| \| \| \| \| \| \| \| \| \| \| \| \| \| \| \| \| \| \| \| \| \| \| \| \| \| \| \| \| \| \| \| \| \| \| \| \| \| \| \| \| \| \| \| \| \| \| \| \| \| 2. Cneo Domicio Enobarbo \| \| \| \| \| \| \| \| \| \| \| \| \| \| \| \| \| \| \| \| \| \| \| \| \| \| \| \| \| \| \| \| \| \| \| \| \| \| \| \| \| \| \| \| \| \| \| \| \| \| \| \| \| \| 20. Marco Antonio Crético \| \| \| \| \| \| \| \| \| \| \| \| \| \| \| \| \| \| \| \| \| \| \| \| \| \| \| \| \| \| \| \| \| \| \| \| \| \| \| \| \| \| \| \| \| \| \| \| \| \| \| \| \| \| 10 = 26. Marco Antonio \| \| \| \| \| \| \| \| \| \| \| \| \| \| \| \| \| \| \| \| \| \| \| \| \| \| \| \| \| \| \| \| \| \| \| \| \| \| \| \| \| \| \| \| \| \| \| \| \| \| \| \| \| \| 21. Julia \| \| \| \| \| \| \| \| \| \| \| \| \| \| \| \| \| \| \| \| \| \| \| \| \| \| \| \| \| \| \| \| \| \| \| \| \| \| \| \| \| \| \| \| \| \| \| \| \| \| \| \| \| \| 5. Antonia la Mayor \| \| \| \| \| \| \| \| \| \| \| \| \| \| \| \| \| \| \| \| \| \| \| \| \| \| \| \| \| \| \| \| \| \| \| \| \| \| \| \| \| \| \| \| \| \| \| \| \| \| \| \| \| \| 22. Cayo Octavio \| \| \| \| \| \| \| \| \| \| \| \| \| \| \| \| \| \| \| \| \| \| \| \| \| \| \| \| \| \| \| \| \| \| \| \| \| \| \| \| \| \| \| \| \| \| \| \| \| \| \| \| \| \| 11 = 27. Octavia la Menor \| \| \| \| \| \| \| \| \| \| \| \| \| \| \| \| \| \| \| \| \| \| \| \| \| \| \| \| \| \| \| \| \| \| \| \| \| \| \| \| \| \| \| \| \| \| \| \| \| \| \| \| \| \| 23. Acia \| \| \| \| \| \| \| \| \| \| \| \| \| \| \| \| \| \| \| \| \| \| \| \| \| \| \| \| \| \| \| \| \| \| \| \| \| \| \| \| \| \| \| \| \| \| \| \| \| \| \| \| \| \| 1. Nerón \| \| \| \| \| \| \| \| \| \| \| \| \| \| \| \| \| \| \| \| \| \| \| \| \| \| \| \| \| \| \| \| \| \| \| \| \| \| \| \| \| \| \| \| \| \| \| \| \| \| \| \| \| \| 24. Tiberio Claudio Nerón \| \| \| \| \| \| \| \| \| \| \| \| \| \| \| \| \| \| \| \| \| \| \| \| \| \| \| \| \| \| \| \| \| \| \| \| \| \| \| \| \| \| \| \| \| \| \| \| \| \| \| \| \| \| 12. Druso el Mayor \| \| \| \| \| \| \| \| \| \| \| \| \| \| \| \| \| \| \| \| \| \| \| \| \| \| \| \| \| \| \| \| \| \| \| \| \| \| \| \| \| \| \| \| \| \| \| \| \| \| \| \| \| \| 25. Livia Drusila \| \| \| \| \| \| \| \| \| \| \| \| \| \| \| \| \| \| \| \| \| \| \| \| \| \| \| \| \| \| \| \| \| \| \| \| \| \| \| \| \| \| \| \| \| \| \| \| \| \| \| \| \| \| 6. Germánico \| \| \| \| \| \| \| \| \| \| \| \| \| \| \| \| \| \| \| \| \| \| \| \| \| \| \| \| \| \| \| \| \| \| \| \| \| \| \| \| \| \| \| \| \| \| \| \| \| \| \| \| \| \| 26 = 10. Marco Antonio \| \| \| \| \| \| \| \| \| \| \| \| \| \| \| \| \| \| \| \| \| \| \| \| \| \| \| \| \| \| \| \| \| \| \| \| \| \| \| \| \| \| \| \| \| \| \| \| \| \| \| \| \| \| 13. Antonia la Menor \| \| \| \| \| \| \| \| \| \| \| \| \| \| \| \| \| \| \| \| \| \| \| \| \| \| \| \| \| \| \| \| \| \| \| \| \| \| \| \| \| \| \| \| \| \| \| \| \| \| \| \| \| \| 27 = 11. Octavia la Menor \| \| \| \| \| \| \| \| \| \| \| \| \| \| \| \| \| \| \| \| \| \| \| \| \| \| \| \| \| \| \| \| \| \| \| \| \| \| \| \| \| \| \| \| \| \| \| \| \| \| \| \| \| \| 3. Agripina la Menor \| \| \| \| \| \| \| \| \| \| \| \| \| \| \| \| \| \| \| \| \| \| \| \| \| \| \| \| \| \| \| \| \| \| \| \| \| \| \| \| \| \| \| \| \| \| \| \| \| \| \| \| \| \| 28. Lucio Vipsanio Agripa \| \| \| \| \| \| \| \| \| \| \| \| \| \| \| \| \| \| \| \| \| \| \| \| \| \| \| \| \| \| \| \| \| \| \| \| \| \| \| \| \| \| \| \| \| \| \| \| \| \| \| \| \| \| 14. Marco Vipsanio Agripa \| \| \| \| \| \| \| \| \| \| \| \| \| \| \| \| \| \| \| \| \| \| \| \| \| \| \| \| \| \| \| \| \| \| \| \| \| \| \| \| \| \| \| \| \| \| \| \| \| \| \| \| \| \| 7. Agripina la mayor \| \| \| \| \| \| \| \| \| \| \| \| \| \| \| \| \| \| \| \| \| \| \| \| \| \| \| \| \| \| \| \| \| \| \| \| \| \| \| \| \| \| \| \| \| \| \| \| \| \| \| \| \| \| 30. Augusto \| \| \| \| \| \| \| \| \| \| \| \| \| \| \| \| \| \| \| \| \| \| \| \| \| \| \| \| \| \| \| \| \| \| \| \| \| \| \| \| \| \| \| \| \| \| \| \| \| \| \| \| \| \| 15. Julia la Mayor \| \| \| \| \| \| \| \| \| \| \| \| \| \| \| \| \| \| \| \| \| \| \| \| \| \| \| \| \| \| \| \| \| \| \| \| \| \| \| \| \| \| \| \| \| \| \| \| \| \| \| \| \| \| 31. Escribonia \| \| \| \| \| \| \| \| \| \| \| \| \| \| \| \| \| \| \| \| \| \| \| \| \| \| \| \| \| \| \| \| \| \| \| \| \| \| \| \| \| \| \| \| \| \| \| \| \| \| \| \| |                            |  |  |  |  |  |  |  |  |  |  |  |  |  |  |  |
| |                            |  |  |  |  |  |  |  |  |  |  |  |  |  |  |  |
| | 16. Lucio Domicio Enobarbo |  |  |  |  |  |  |  |  |  |  |  |  |  |  |  |
| |                            |  |  |  |  |  |  |  |  |  |  |  |  |  |  |  |
| |                            |  |  |  |  |  |  |  |  |  |  |  |  |  |  |  |
| | 8. Cneo Domicio Enobarbo   |  |  |  |  |  |  |  |  |  |  |  |  |  |  |  |
| |                            |  |  |  |  |  |  |  |  |  |  |  |  |  |  |  |
| |                            |  |  |  |  |  |  |  |  |  |  |  |  |  |  |  |
| | 17. Porcia                 |  |  |  |  |  |  |  |  |  |  |  |  |  |  |  |
| |                            |  |  |  |  |  |  |  |  |  |  |  |  |  |  |  |
| |                            |  |  |  |  |  |  |  |  |  |  |  |  |  |  |  |
| | 4. Lucio Domicio Enobarbo  |  |  |  |  |  |  |  |  |  |  |  |  |  |  |  |
| |                            |  |  |  |  |  |  |  |  |  |  |  |  |  |  |  |
| |                            |  |  |  |  |  |  |  |  |  |  |  |  |  |  |  |
| | 9. Emilia                  |  |  |  |  |  |  |  |  |  |  |  |  |  |  |  |
| |                            |  |  |  |  |  |  |  |  |  |  |  |  |  |  |  |
| |                            |  |  |  |  |  |  |  |  |  |  |  |  |  |  |  |
| | 2. Cneo Domicio Enobarbo   |  |  |  |  |  |  |  |  |  |  |  |  |  |  |  |
| |                            |  |  |  |  |  |  |  |  |  |  |  |  |  |  |  |
| |                            |  |  |  |  |  |  |  |  |  |  |  |  |  |  |  |
| | 20. Marco Antonio Crético  |  |  |  |  |  |  |  |  |  |  |  |  |  |  |  |
| |                            |  |  |  |  |  |  |  |  |  |  |  |  |  |  |  |
| |                            |  |  |  |  |  |  |  |  |  |  |  |  |  |  |  |
| | 10 = 26. Marco Antonio     |  |  |  |  |  |  |  |  |  |  |  |  |  |  |  |
| |                            |  |  |  |  |  |  |  |  |  |  |  |  |  |  |  |
| |                            |  |  |  |  |  |  |  |  |  |  |  |  |  |  |  |
| | 21. Julia                  |  |  |  |  |  |  |  |  |  |  |  |  |  |  |  |
| |                            |  |  |  |  |  |  |  |  |  |  |  |  |  |  |  |
| |                            |  |  |  |  |  |  |  |  |  |  |  |  |  |  |  |
| | 5. Antonia la Mayor        |  |  |  |  |  |  |  |  |  |  |  |  |  |  |  |
| |                            |  |  |  |  |  |  |  |  |  |  |  |  |  |  |  |
| |                            |  |  |  |  |  |  |  |  |  |  |  |  |  |  |  |
| | 22. Cayo Octavio           |  |  |  |  |  |  |  |  |  |  |  |  |  |  |  |
| |                            |  |  |  |  |  |  |  |  |  |  |  |  |  |  |  |
| |                            |  |  |  |  |  |  |  |  |  |  |  |  |  |  |  |
| | 11 = 27. Octavia la Menor  |  |  |  |  |  |  |  |  |  |  |  |  |  |  |  |
| |                            |  |  |  |  |  |  |  |  |  |  |  |  |  |  |  |
| |                            |  |  |  |  |  |  |  |  |  |  |  |  |  |  |  |
| | 23. Acia                   |  |  |  |  |  |  |  |  |  |  |  |  |  |  |  |
| |                            |  |  |  |  |  |  |  |  |  |  |  |  |  |  |  |
| |                            |  |  |  |  |  |  |  |  |  |  |  |  |  |  |  |
| | 1. Nerón                   |  |  |  |  |  |  |  |  |  |  |  |  |  |  |  |
| |                            |  |  |  |  |  |  |  |  |  |  |  |  |  |  |  |
| |                            |  |  |  |  |  |  |  |  |  |  |  |  |  |  |  |
| | 24. Tiberio Claudio Nerón  |  |  |  |  |  |  |  |  |  |  |  |  |  |  |  |
| |                            |  |  |  |  |  |  |  |  |  |  |  |  |  |  |  |
| |                            |  |  |  |  |  |  |  |  |  |  |  |  |  |  |  |
| | 12. Druso el Mayor         |  |  |  |  |  |  |  |  |  |  |  |  |  |  |  |
| |                            |  |  |  |  |  |  |  |  |  |  |  |  |  |  |  |
| |                            |  |  |  |  |  |  |  |  |  |  |  |  |  |  |  |
| | 25. Livia Drusila          |  |  |  |  |  |  |  |  |  |  |  |  |  |  |  |
| |                            |  |  |  |  |  |  |  |  |  |  |  |  |  |  |  |
| |                            |  |  |  |  |  |  |  |  |  |  |  |  |  |  |  |
| | 6. Germánico               |  |  |  |  |  |  |  |  |  |  |  |  |  |  |  |
| |                            |  |  |  |  |  |  |  |  |  |  |  |  |  |  |  |
| |                            |  |  |  |  |  |  |  |  |  |  |  |  |  |  |  |
| | 26 = 10. Marco Antonio     |  |  |  |  |  |  |  |  |  |  |  |  |  |  |  |
| |                            |  |  |  |  |  |  |  |  |  |  |  |  |  |  |  |
| |                            |  |  |  |  |  |  |  |  |  |  |  |  |  |  |  |
| | 13. Antonia la Menor       |  |  |  |  |  |  |  |  |  |  |  |  |  |  |  |
| |                            |  |  |  |  |  |  |  |  |  |  |  |  |  |  |  |
| |                            |  |  |  |  |  |  |  |  |  |  |  |  |  |  |  |
| | 27 = 11. Octavia la Menor  |  |  |  |  |  |  |  |  |  |  |  |  |  |  |  |
| |                            |  |  |  |  |  |  |  |  |  |  |  |  |  |  |  |
| |                            |  |  |  |  |  |  |  |  |  |  |  |  |  |  |  |
| | 3. Agripina la Menor       |  |  |  |  |  |  |  |  |  |  |  |  |  |  |  |
| |                            |  |  |  |  |  |  |  |  |  |  |  |  |  |  |  |
| |                            |  |  |  |  |  |  |  |  |  |  |  |  |  |  |  |
| | 28. Lucio Vipsanio Agripa  |  |  |  |  |  |  |  |  |  |  |  |  |  |  |  |
| |                            |  |  |  |  |  |  |  |  |  |  |  |  |  |  |  |
| |                            |  |  |  |  |  |  |  |  |  |  |  |  |  |  |  |
| | 14. Marco Vipsanio Agripa  |  |  |  |  |  |  |  |  |  |  |  |  |  |  |  |
| |                            |  |  |  |  |  |  |  |  |  |  |  |  |  |  |  |
| |                            |  |  |  |  |  |  |  |  |  |  |  |  |  |  |  |
| | 7. Agripina la mayor       |  |  |  |  |  |  |  |  |  |  |  |  |  |  |  |
| |                            |  |  |  |  |  |  |  |  |  |  |  |  |  |  |  |
| |                            |  |  |  |  |  |  |  |  |  |  |  |  |  |  |  |
| | 30. Augusto                |  |  |  |  |  |  |  |  |  |  |  |  |  |  |  |
| |                            |  |  |  |  |  |  |  |  |  |  |  |  |  |  |  |
| |                            |  |  |  |  |  |  |  |  |  |  |  |  |  |  |  |
| | 15. Julia la Mayor         |  |  |  |  |  |  |  |  |  |  |  |  |  |  |  |
| |                            |  |  |  |  |  |  |  |  |  |  |  |  |  |  |  |
| |                            |  |  |  |  |  |  |  |  |  |  |  |  |  |  |  |
| | 31. Escribonia             |  |  |  |  |  |  |  |  |  |  |  |  |  |  |  |
| |                            |  |  |  |  |  |  |  |  |  |  |  |  |  |  |  |
| |                            |  |  |  |  |  |  |  |  |  |  |  |  |  |  |  |

## En la ficción
Nerón ha aparecido en numerosas obras de ficción, generalmente como personaje secundario o como antagonista, insistiendo en la visión tradicional del personaje, como prototipo del gobernante despótico, corrupto y populista y de vida personal extravagante y depravada, promovida tanto por escritores clásicos como por la Iglesia católica. Entre estas obras se puede citar:

### En las artes plásticas
- Nerón ante el cadáver de su madre Agripina (1887). Pintura de Arturo Montero y Calvo, conservada en el Museo del Prado.[172]
- Nerón y Séneca (1904). Escultura de Eduardo Barrón restaurada por el Museo del Prado y depositada en el Museo Provincial de Zamora. También se expone una réplica moderna en bronce en una glorieta de Córdoba.

### En la música
- Ópera La coronación de Popea (L'incoronazione di Poppea), de Claudio Monteverdi, considerada una de las primeras de la historia, y estrenada en 1642. Nerón es uno de los protagonistas de la obra.

### En la literatura
- Nerón. El primer perseguidor de los cristianos. (Escenas del primer siglo del cristianismo), novela histórica del autor gallego Urbano Ferreiroa publicada en 1893 en Valencia (Imprenta de Federico Domenech, 14,5x22,5cm, 302 páxinas).
- Quo Vadis?, novela histórica del autor polaco Henryk Sienkiewicz, publicada por primera vez entre 1894 y 1896, y que retrata de manera disimulada la opresión del pueblo polaco por parte de las autoridades zaristas. Nerón es el antagonista principal. Se ha adaptado al cine en varias ocasiones.
- Claudio el dios y su esposa Mesalina (Claudius the god and his wife Messalina). Novela histórica de Robert Graves, publicada por primera vez en 1935, continuación de Yo, Claudio, y que cuenta la historia de los emperadores de la dinastía Julio-Claudia vista desde la perspectiva de uno de los últimos de ellos, Claudio, a quien su propia familia considera un idiota, y que en gran medida, tuvo que fingir ser así para poder sobrevivir. Un joven Nerón aparece al final de la historia. Se hizo muy famosa sobre todo a partir de la adaptación televisiva producida y emitida por la BBC en 1976.
- Barrabás (Barabbas). Novela histórica del autor sueco Pär Lagerkvist, publicada por primera vez en 1950, y que narra la historia del delincuente Barrabás, quien fue puesto en libertad por Poncio Pilatos, en lugar de Jesucristo. Vive diversas peripecias, que se extienden a lo largo de los reinados de varios emperadores, entre ellos, Nerón. Fue llevada al cine y a la televisión en varias ocasiones, siendo la más famosa, la versión de 1961.
- El cáliz de plata. (The Silver Chalice). Novela histórica de Thomas B. Constain publicada por primera vez en 1952, y que fue llevada al cine en 1954. La novela, que toma como punto de partida el objeto conocido como Cáliz de Antioquía, conservado en el Museo Metropolitano de Nueva York, y que entonces se pensaba pudo haber contenido alguna vez el cáliz de Última Cena, transcurre durante el reinado de Nerón, quien aparece hacia el final de la historia como uno de los villanos.

### En el cine y la televisión
- Quo Vadis? Película muda italiana de Enrico Guazzoni, estrenada en 1913, que fue un gran éxito por sus majestuosas escenas con miles de extras. Carlo Cattaneo interpreta a Nerón. Adapta la novela homónima de Sienkiewicz, que ya había sido llevada al cine en 1901.
- Quo Vadis?. Nueva versión de la novela de Sienkiewicz, estrenada en 1924, dirigida por Gabriellino d'Annuzio y Georg Jacobi. El papel de Nerón es interpretado por Emil Jannings, uno de los grandes actores alemanes del período de entreguerras.
- El signo de la cruz (The Sign of the Cross). Película pre-code dirigida por Cecil B. DeMille, estrenada en 1932 y basada en una obra de teatro del mismo nombre, de 1895, del dramaturgo británico Wilson Barnett, quien toma muchos elementos presentes en Quo Vadis?. Charles Laughton interpreta en ella a un Nerón infantil y a la vez depravado.
- Quo Vadis?. Película de 1951, dirigida por Mervin LeRoy y rodada en los estudios Cinecittá de Roma. Fue una de las primeras superproducciones de Hollywood en rodarse en Europa, y la más famosa de las adaptaciones que se han hecho de la novela de Sienkiewicz. Es especialmente recordada por el personaje de Nerón, el villano principal de la historia, tan malvado como divertido, y al que el actor británico Peter Ustinov encarnó de forma magistral. Fue nominado al Óscar al Mejor Actor de Reparto por ese papel, y le valió un Globo de Oro por la misma categoría.
- El cáliz de plata (The Silver Chalice). Versión cinematográfica de la novela homónima de Thomas B. Constain, estrenada en 1954 y dirigida por Victor Saville. Fue el debut cinematográfico de Paul Newman, que encarnaba al protagonista, el escultor Basil, y que la consideraba una de sus peores películas. Los dos villanos principales son Simón el Mago (interpetado por Jack Palance) y el propio Nerón (interpretado por Jacques Aubuchon).
- Mi hijo Nerón (Il mio figlio Nerone). Comedia histórica italiana estrenada en 1956 y dirigida por Steno. Con Alberto Sordi como Nerón.
- La historia de la humanidad (The History of Mankind). Película de 1957 basada en la novela homónima de Hendrik Willem Van Loon, y dirigida por Irwin Allen. La película es famosa por su extenso reparto, en el que intervinieron muchas estrellas de Hollywood, en muchos casos, ya en el declive de sus carreras. Entre los personajes que aparecen, está Nerón, interpretado por Peter Lorre.
- Barrabás (Barabbas). Película de 1961 dirigida por Richard Fleischer, y basada en la novela del mismo título de Pär Lagerkvist. Anthony Quinn interpreta el papel protagonista, un criminal que es liberado por Poncio Pilatos durante la Pascua Judía en tiempos de Tiberio, pero que es vuelto a condenar, primero a las minas y más tarde a ejercer como gladiador. Tras ganar efímeramente la libertad, es condenado a muerte por el emperador Nerón (interpretado por Ivan Triesault), al encontrársele entre los cristianos a los que se había acusado de incendiar Roma.
- El incendio de Roma (L'incendio di Roma). Péplum italiano de bajo presupuesto estrenado en 1965 y dirigido por Guido Malatesta.El papel de Nerón es interpretado por Vladimir Medar.
- Yo, Claudio (I, Claudius). Aclamada serie de televisión británica que primero se emitió en 1976, y que adapta las novelas de Robert Graves Yo, Claudio y Claudio el dios y su esposa Mesalina. Un joven Nerón, (interpretado por Christopher Biggins) , aparece junto con su madre Agripina en los capítulos finales.
- La loca historia del mundo (History of the World, Part I). Estrenada en 1981, y dirigida por Mel Brooks, es una parodia de las típicas películas "de romanos". Con Dom DeLuise como Nerón.
- A.D. Anno Domini. Miniserie televisiva de producción italo-americana, emitida por primera vez en 1985 y dirigida por Stuart Cooper. Fue adaptada de la novela de Anthony Burgess The Kingdom of the Wicked, basada a su vez en los Hechos de los Apóstoles, pero también en textos de autores clásicos, como Las Vidas de los Doce Césares. Narra las hipotéticas vidas de los miembros de una primitiva comunidad cristiana, así como las persecuciones de que son objeto bajo los reinados de diversos emperadores, como Calígula y Nerón. Este último fue interpretado por Anthony Andrews, en tanto que a su madre Agripina le daba vida Ava Gardner.
- Quo Vadis?. Otra adaptación de la novela de Sienkiewicz, estrenada en 2001 y dirigida por Jerzy Kawalerowicz. El papel de Nerón es interpretado por Michal Bajor.
- Nerón (Nero). Película italiana dirigida por Paul Marcus, estrenada en 2004.[173]